# Flore du Massif central
Vous lisez un « bon article » labellisé en 2010.

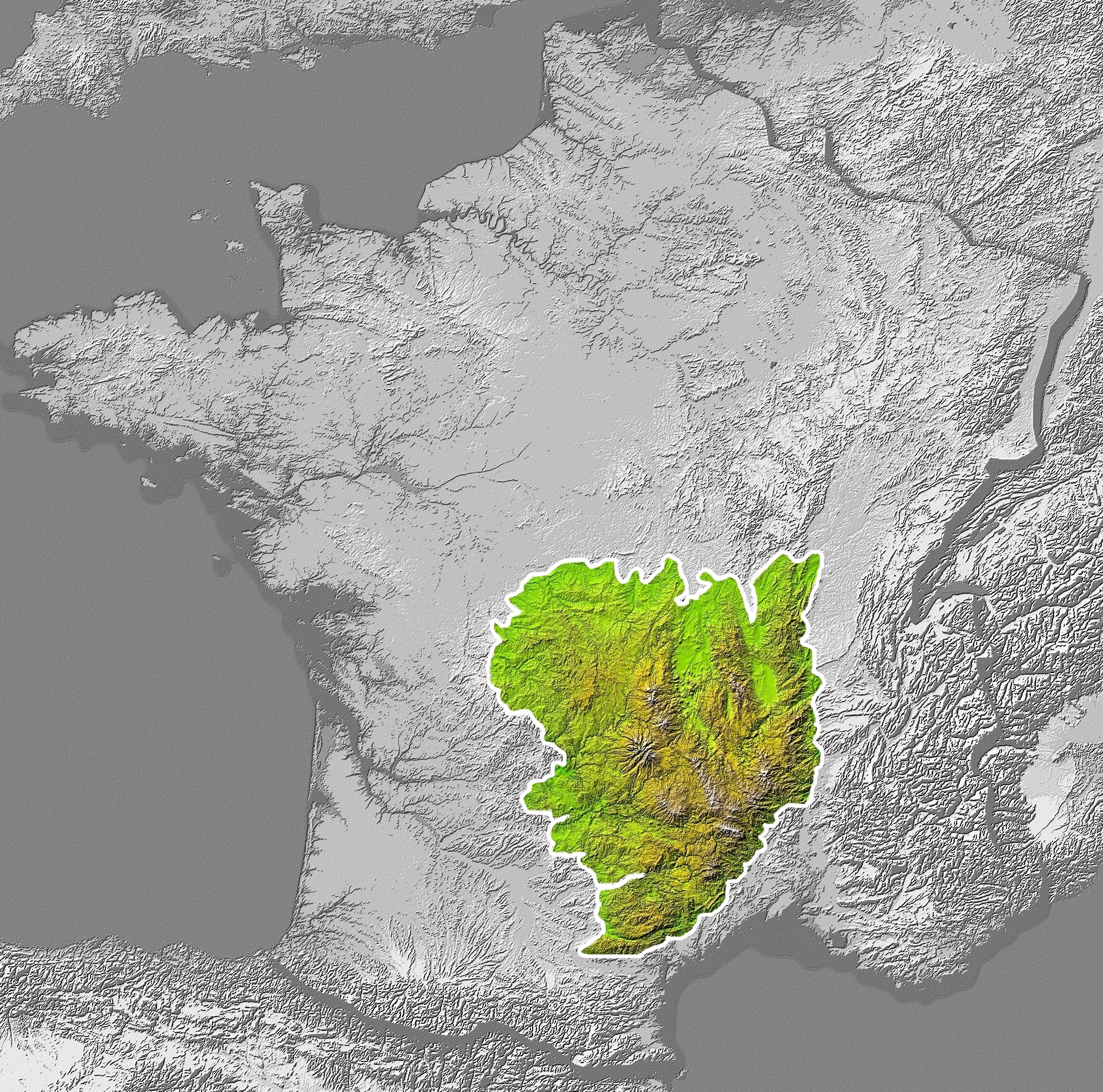
Position du Massif central au centre-sud de la France et au carrefour de plusieurs zones climatiques : océanique à l'ouest, continentale à l'est et méditerranéenne au sud.

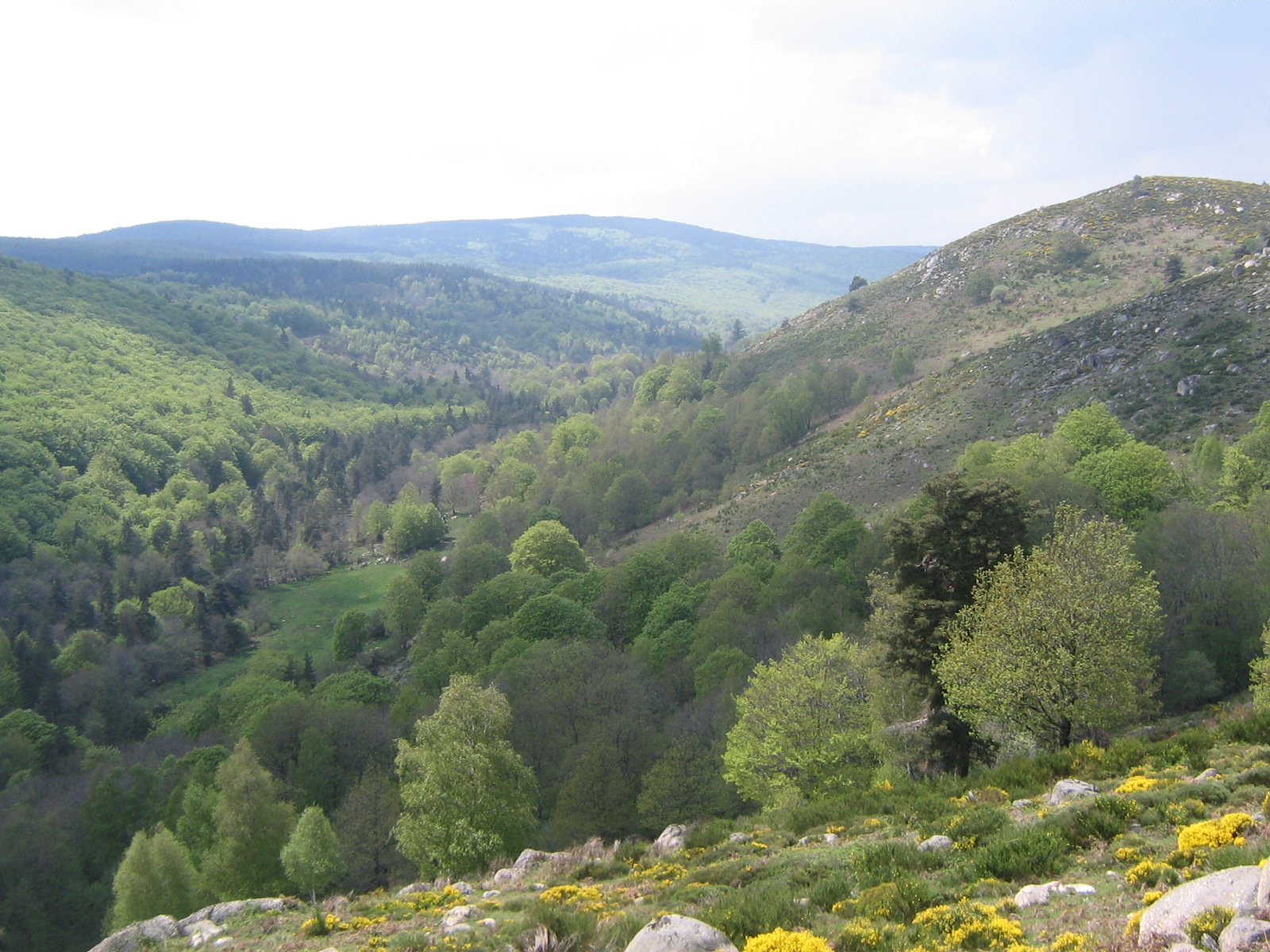
Contraste de la végétation entre un adret, occupé par une lande à genêt purgatif, et un ubac, recouvert par une hêtraie, dans une vallée du Massif central (vallée de la Biourière en Aubrac).

La flore du Massif central est riche et diverse. Cette diversité s'explique par la grande superficie de ce massif, sa position de carrefour entre différentes zones climatiques et sa variété géologique. Les plantes que l'on peut croiser dans la partie occidentale, très humide, ne sont pas les mêmes que celles que l'on trouve dans la partie orientale, plus sèche, et la différence est encore plus grande avec les espèces que l'on peut trouver dans la partie sud (Causses, Cévennes), soumises à des influences méditerranéennes marquées. Cette composante spatiale n'est pas la seule à intervenir car l'exposition, l'altitude ou la nature du substrat sont aussi des facteurs déterminants. En effet, on peut souligner à ce propos l'opposition classique entre les versants exposés au sud et ceux exposés au nord (adret et ubac) ou encore les différences qui existent dans la végétation entre, d'une part, les sols acides (granite) et d'autre part, les sols basiques (calcaire ou basalte). Bien que l'altitude du Massif central soit faible par rapport à d'autres massifs montagneux comme les Alpes ou les Pyrénées, on observe un étagement de la végétation très net qui peut aller de la végétation méditerranéenne à la pelouse subalpine (cas des Cévennes). D'une façon générale, dans la majeure partie du Massif central, on peut distinguer quatre étages de végétation :
- un étage de plaine jusqu'à 500 m d'altitude (bien représenté dans la Limagne) ;
- un étage collinéen (jusqu'à 900 m d'altitude sur la majeure partie du massif sauf au nord-ouest où cette limite est plus basse) ;
- un étage montagnard (jusqu'à 1 500 m d'altitude) ;
- un étage subalpin (au-delà de 1 500 m d'altitude).

Dans les Cévennes, l'étage de plaine peut être qualifié d'« étage méditerranéen ». Ces limites peuvent évidemment varier suivant l'exposition (plus basses en versant nord).

## Étage de plaine

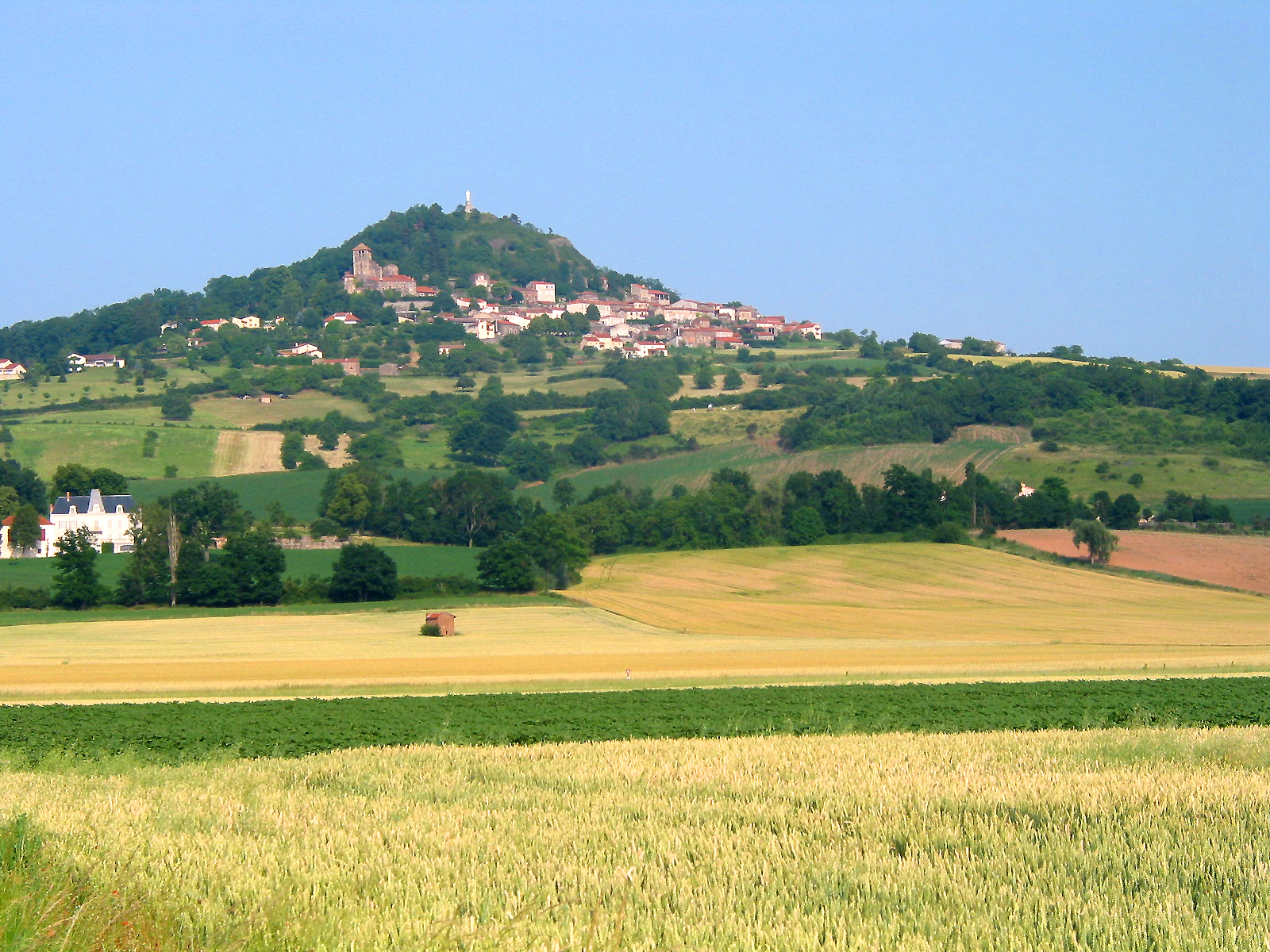
Aspect de la plaine de Limagne avec ses petits sommets volcaniques.

C'est un niveau relativement peu présent dans le Massif central qui est avant tout un pays de hauts plateaux. Il est néanmoins bien représenté dans la plaine de Limagne ainsi que dans les bassins de Roanne et de Montbrison. Ce sont des espaces intensément cultivés qui laissent peu de place à la nature. Ce sont également des zones peu arrosées (la Limagne d'Issoire est ainsi l'un des lieux les plus secs de France avec à peine plus de 500 mm de précipitations par an) et soumises à un climat semi-continental (plus exactement semi-océanique « intramontagnard » ou semi-océanique d'abri, dans climat de la France) assez marqué avec des étés chauds et des hivers froids (en raison des fréquentes inversions de température). Parmi les plantes caractéristiques de ce milieu figurent le Chêne pubescent (Quercus pubescens), le Chèvrefeuille étrusque (Lonicera etrusca), le sainfoin (Onobrychis viciifolia), la Sauge des prés (Salvia pratensis), le Coquelicot, le Trèfle des prés, la Pensée sauvage, le Polygale commun, l'Achillée millefeuille, la Véronique de Perse et beaucoup d'autres qui ne sont pas du tout spécifiques de la flore d'Auvergne.
En fait, seuls les quelques petits sommets volcaniques qui parsèment ici et là la Limagne revêtent un intérêt écologique surtout sur leurs versants sud où se développe une flore à affinité méditerranéenne. On a pu ainsi y relever la présence de plusieurs plantes intéressantes d'origine clairement méridionale comme la Luzerne de Montpellier (Trigonella monspeliaca), le Liseron rayé (Convolvulus lineatus) ou l'Astragale de Montpellier (Astragalus monspessulanus).
Dans les Cévennes, l'étage de plaine est l'étage méditerranéen : c'est la garrigue languedocienne où domine le Chêne vert.

## Étage collinéen

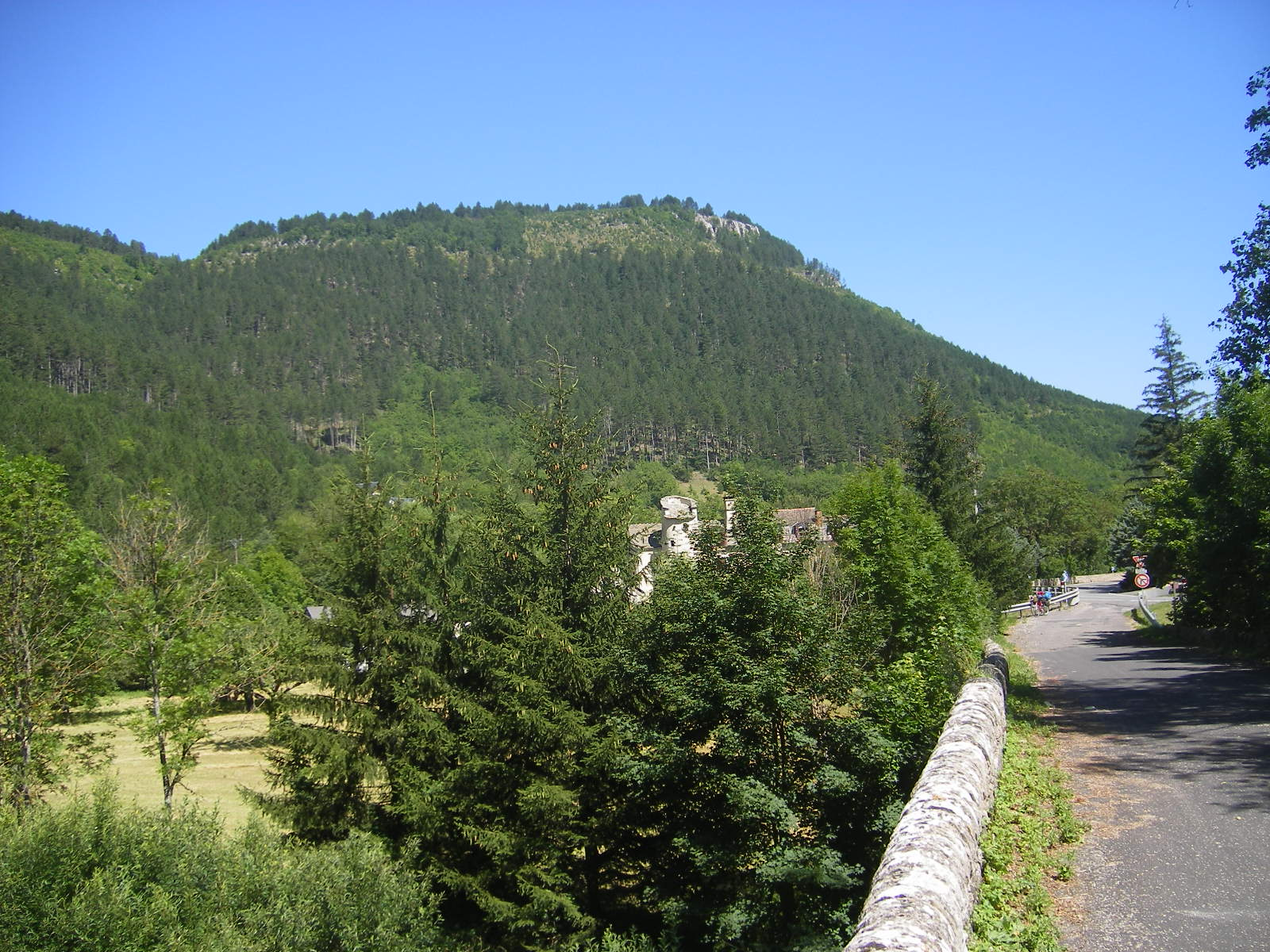
La vallée du Lot vers Mende. Les versants ont été reboisés massivement en pins noirs.

Ce niveau est plus souvent forestier que l'étage inférieur. Les arbres caractéristiques à cette altitude sont le Chêne sessile et le Chêne pédonculé surtout dans l'Ouest du massif. À l'Est, apparaît le pin sylvestre. La flore qui accompagne ces espèces ligneuses n'est pas particulièrement remarquable : on retrouve là les fleurs des bois classiques comme le Muguet, l'Anémone sylvie, le Mélampyre des prés ou le Sceau de Salomon. Parmi les plantes un peu moins fréquentes, on pourra croiser l'Hellébore fétide ou Pied-de-Griffon, plante facile à reconnaître et caractéristique des sols basiques (calcaire surtout). D'une façon générale, cet étage a fait l'objet aux XIXe et XXe siècles de reboisements massifs comme dans le Limousin (plantation de résineux) mais aussi dans le sud sur certaines pentes fortes qui avaient tendance à s'éroder (un bon exemple est fourni par les forêts de Pins noirs sur tout le pourtour des causses et en particulier dans la haute vallée du Lot autour de Mende).
Certaines zones présentent toutefois un intérêt écologique certain comme la planèze de Saint-Flour où se trouvent rassemblées en un même lieu des fleurs relativement rares d'origine continentale (Veronica spicata) et d'origine atlantique (Ranunculus nodiflorus). Il en est de même pour le bassin du Puy-en-Velay où l'on peut trouver des espèces messicoles (c'est-à-dire liées aux champs de céréales) d'origine orientale (Conringia orientalis, Neslia apiculata, etc.). La région caussenarde présente également une flore d'un très grand intérêt du fait de sa géologie particulière et de sa situation qui se caractérise par une forte pénétration de la flore méditerranéenne ainsi que par la présence de plantes issues de milieux steppiques et de montagnes calcaires (voir plus loin).
Il faut également signaler la présence à cet étage d'un œillet endémique du Massif central : l'Œillet du granite (Dianthus graniticus) poussant, comme son nom l'indique, sur sol siliceux, dans les Cévennes et le Vivarais jusqu'à une altitude d'environ 1 000 m.

## Étage montagnard

### Forêt

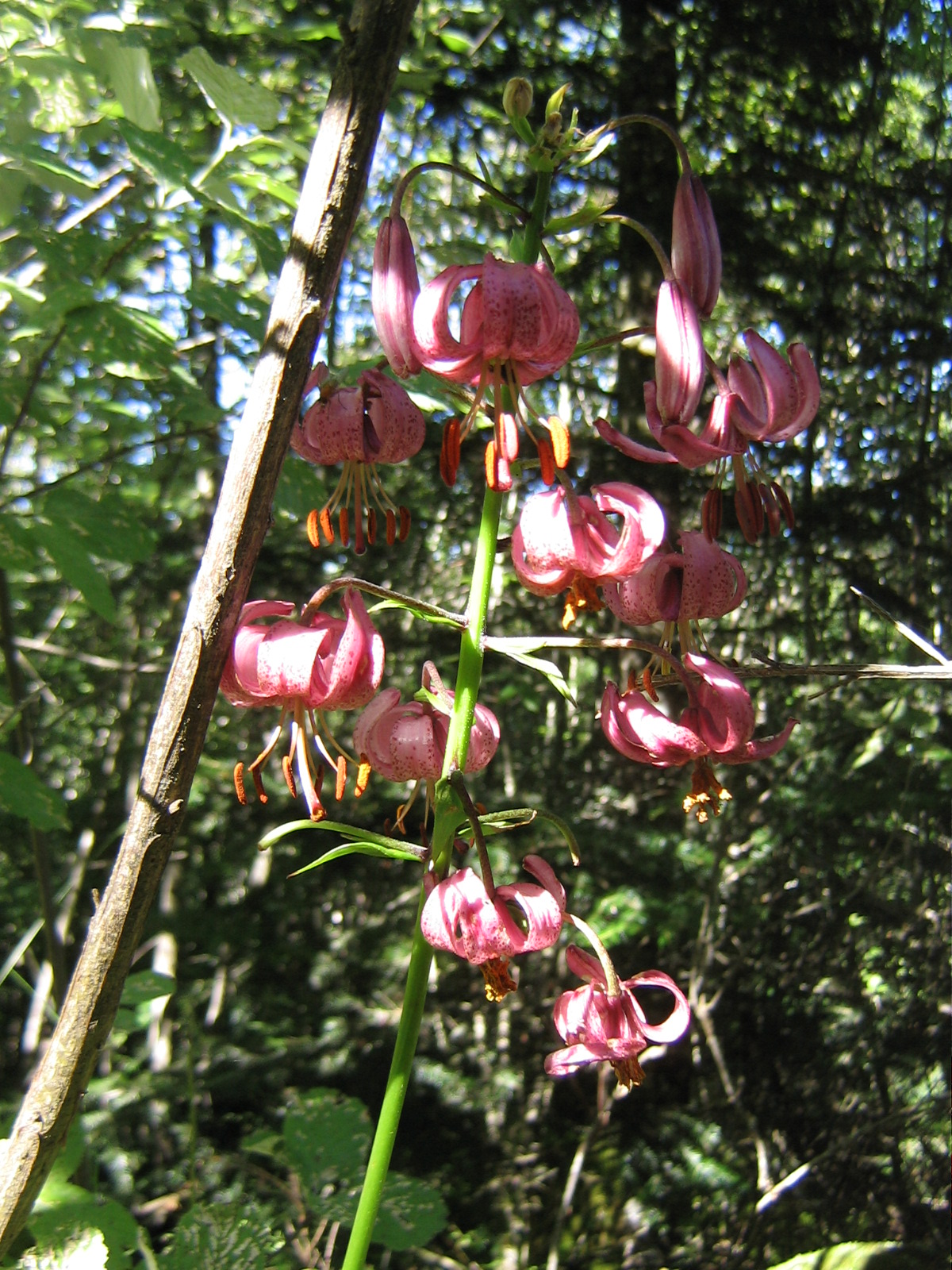
Lis Martagon (monts d'Aubrac)

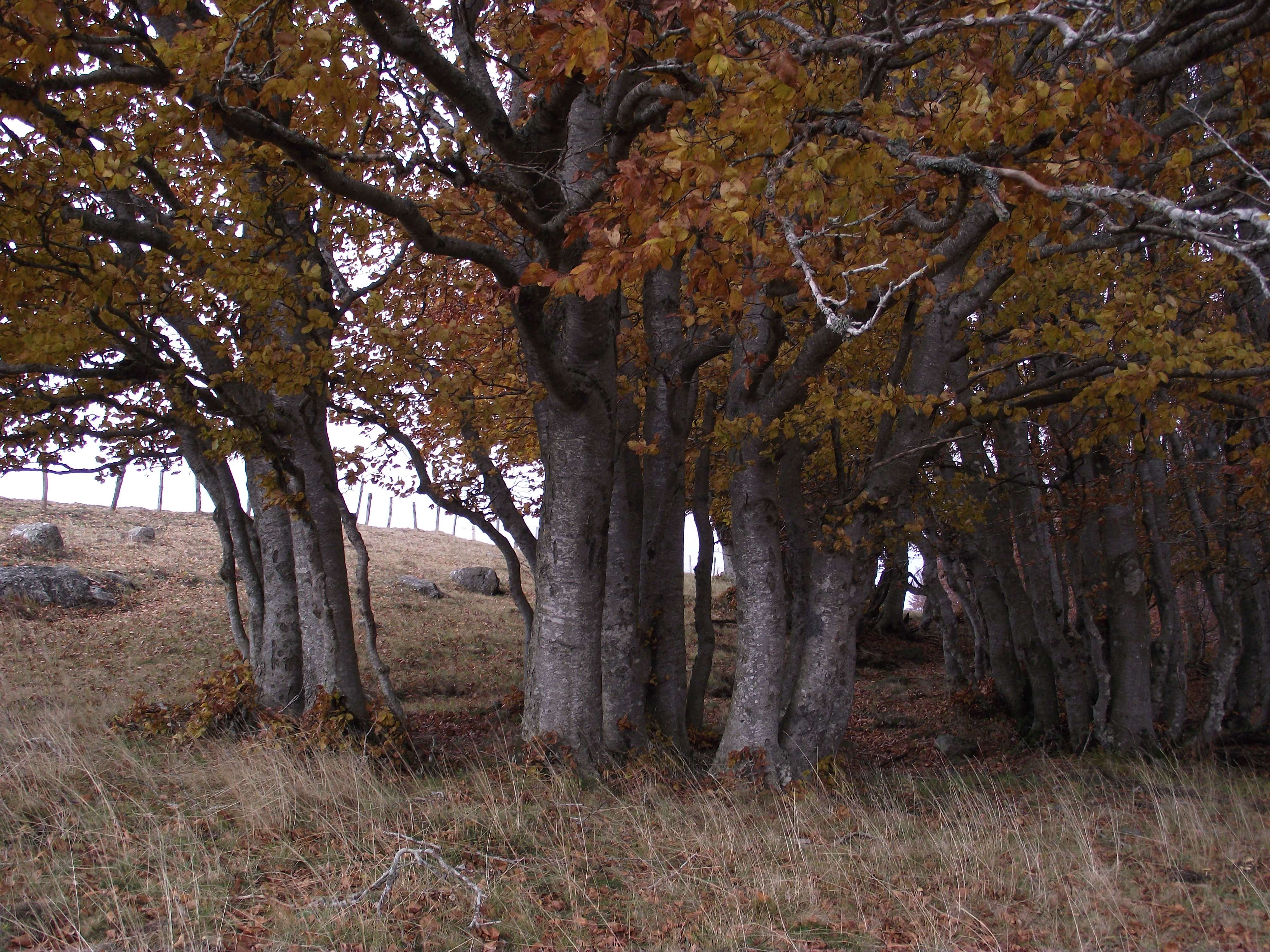
Hêtraie d'altitude en automne. Les arbres sont limités à 5-6 m de hauteur en raison de la force des vents.

À partir de 900 m d'altitude, commence le domaine du Hêtre et son cortège floristique très caractéristique. C'est en effet cet arbre qui domine à cette altitude, du moins sur une large moitié ouest du massif. À l'est, en particulier en Haute-Loire, le hêtre est remplacé par le Pin sylvestre (climat plus sec). Dans certaines zones froides et humides, le Sapin vient se mêler au hêtre et peut même y devenir dominant (Monts du Cantal, Artense, Nord de la Margeride, Forez). En tout cas, c'est bien à l'étage montagnard que le Massif central commence à se distinguer des basses terres qui l'entourent par la grande richesse de sa flore. Les espèces rencontrées varient suivant que l'on se trouve dans un bois à sous-sol basaltique (roche basique) ou dans un bois à sous-sol granitique (roche acide). Dans le premier cas, on croisera des fleurs calcicoles telles que le très précoce Perce-neige, le Centaurée des montagnes, le Bois gentil, le Cirse érisithales (plus rare), la Cardamine à cinq ou sept folioles ou le Séneçon cacaliaster et aussi parfois paradoxalement des espèces calcifuges (en raison du caractère relativement neutre du basalte, celui-ci comportant peu de silice ou de carbonate de calcium à l'état libre, ces éléments se présentant sous forme de silicates). Par contre, sur le granite, on ne trouvera aucune espèce calcicole. Parmi ces espèces acidophiles, on peut citer le Séneçon de Fuchs (très présent dans le Forez), la Prénanthe pourpre, le Mélampyre des prés ou le Mélampyre des forêts. Toutefois, une grande majorité de fleurs s'accommodent des deux types de sol : Aspérule odorante, Lis martagon, Maïanthème à deux feuilles, Luzule blanc-de-neige, Digitale pourpre, Parisette, Doronic d'Autriche, Scille à deux feuilles, Jacinthe des Pyrénées (ouest du massif), Sceau de salomon verticillé, Calament à grandes fleurs (« thé d'Aubrac »), etc. Les influences climatiques interviennent aussi : on peut ainsi trouver par exemple dans les forêts de l'Ouest du massif des plantes rares à affinité atlantique comme le Pavot jaune (Meconopsis cambrica).
Toutes ces plantes se retrouvent dans la zone du Hêtre (surtout en lisière de bois ou dans les clairières car les bois de hêtres sont très sombres, ce qui empêche la croissance de la majorité des plantes) ou dans les taillis de noisetiers, mais quelques-unes d'entre elles se retrouvent aussi dans la zone du Pin sylvestre. Par ailleurs, les forêts de pins étant plus claires, celles-ci abritent plus d'espèces végétales, en particulier des arbustes tels que le Genévrier commun et des mousses.
Enfin, dans les coupes de bois, on rencontre très fréquemment la digitale pourpre et l'Épilobe en épi, espèce pionnière qui colonise parfois de grandes surfaces, souvent accompagnés d'arbres ou d'arbustes comme le Bouleau, le Sureau noir (altitude < 1 200 m), le Sureau rouge (rare en dessous de 1 000 m d'altitude) ou, plus banalement, le Genêt à balais.

### Espaces ouverts

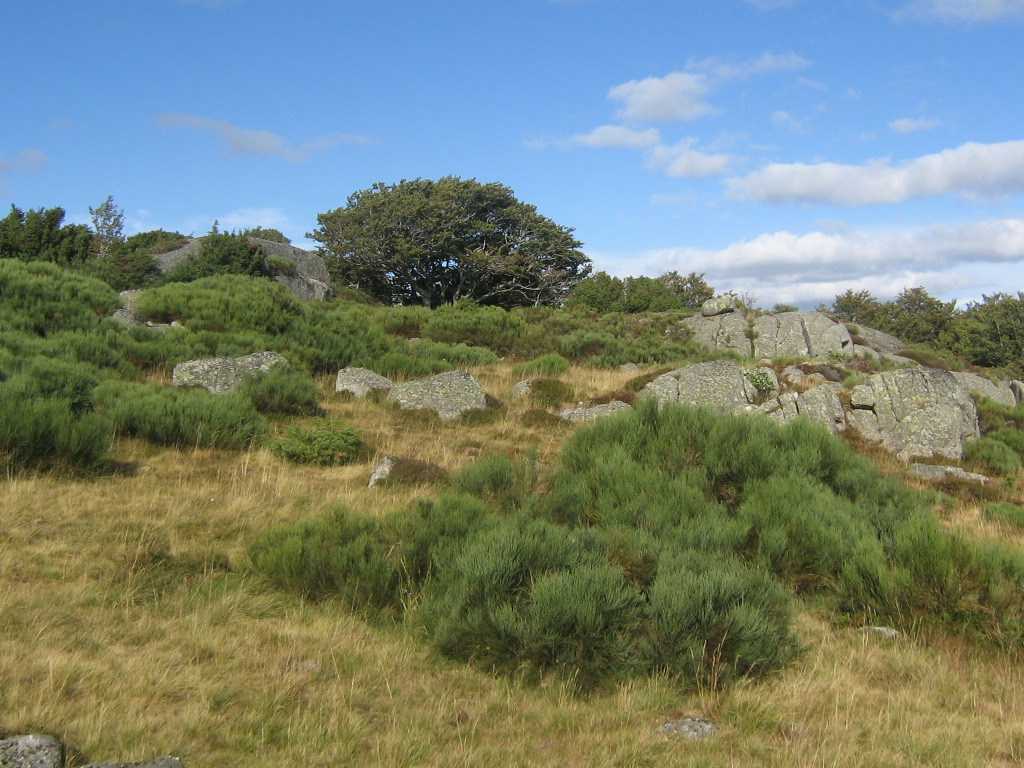
Lande à genêt purgatif (Aubrac)

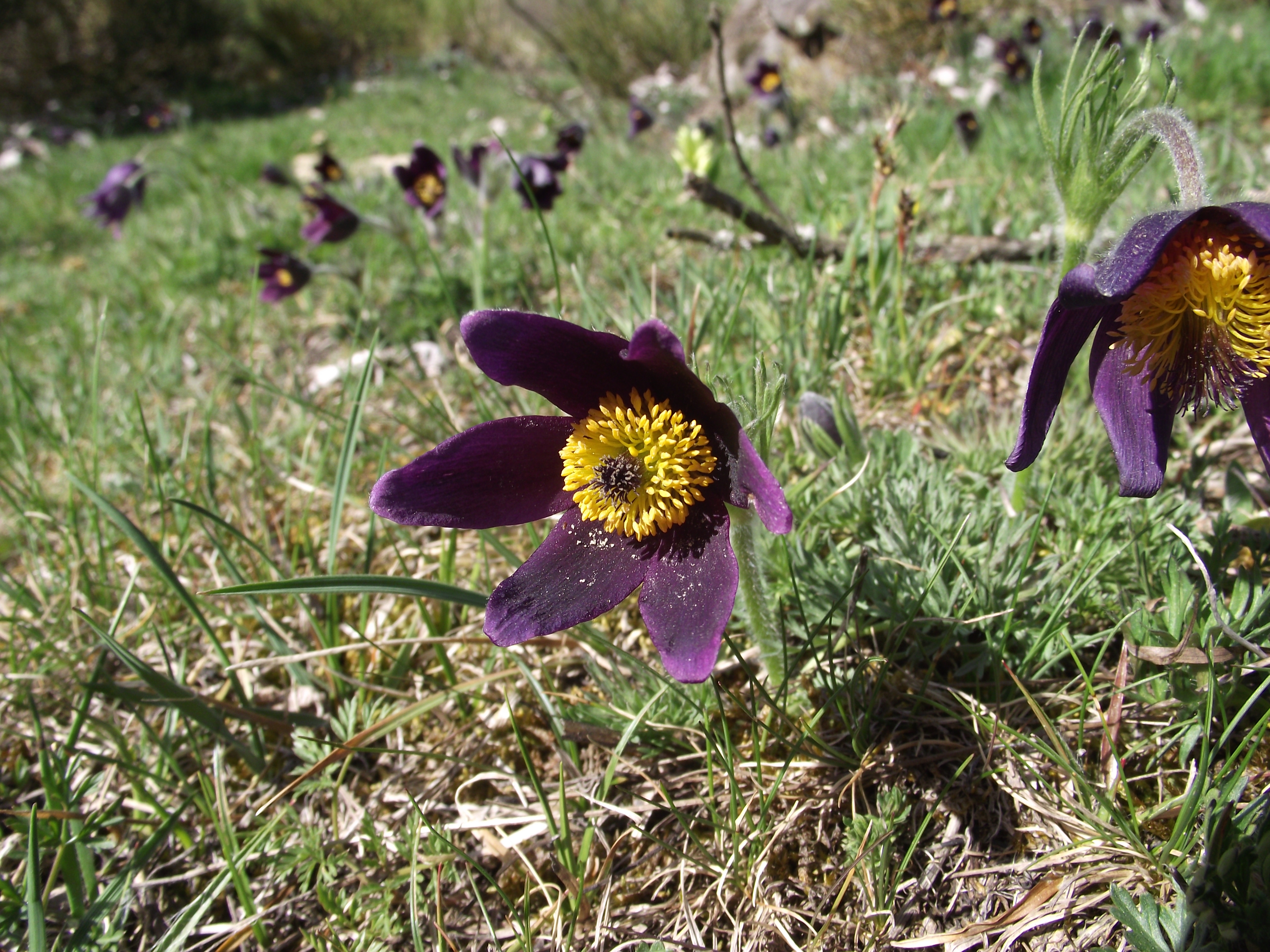
Pulsatille rouge (endémique du Massif central)

Dans le Massif central, les espaces ouverts à l'étage montagnard sont tous d'origine anthropique. Il convient d'en distinguer trois types : les pâturages des montagnes volcaniques, très riches à la fois sur le plan écologique et agronomique, les landes ou les pelouses des sols granitique ou schisteux, moins intéressantes sur le plan agronomique mais très riches en espèces et enfin les prés de fauche. Dans les landes, plusieurs sous-catégories peuvent être distinguées : landes à Fougère, à Genêt purgatif, à Callune ou à Myrtille commune (ces deux dernières se retrouvant en général sur sol granitique peu épais). Par ailleurs, les landes étant des espaces de transition entre pâturage et forêt, celles-ci abritent souvent des espèces pionnières d'arbres ou d'arbustes aussi diverses que le bouleau, l'Églantier, le Noisetier, l'Aubépine, le Sorbier des oiseleurs ou l'Alisier blanc.
Les bordures de propriété ou les haies (quand elles existent, car les paysages de bocage sont assez rares dans le Massif central) comptent aussi quelques espèces ligneuses intéressantes comme le Frêne commun (qui est souvent sévèrement taillé car ses feuilles sont utilisées pour l'alimentation du bétail), l'Érable plane, l'Érable sycomore, le Prunellier, le Framboisier ou le Merisier à grappes, arbuste aux fleurs blanches qui ne pousse qu'à partir d'une certaine altitude.
Au niveau de la strate herbacée, les Graminées constituent l'essentiel du couvert végétal avec un grand nombre d'espèces représentées. Les plus fréquentes, en particulier dans les pelouses ou les landes acidiclines, sont le Dactyle aggloméré, le Fromental élevé, la Fétuque rouge, l'Agrostide commune et le Nard raide (les pelouses où cette dernière espèce domine sont appelées nardaies). Il faut également signaler la présence de quelques espèces plus caractéristiques des pâturages ou landes d'altitude comme la Flouve odorante, la Canche flexueuse (Deschampsia flexuosa), le Pâturin des Sudètes ou la Fétuque d'Auvergne (Festuca arvernensis), cette dernière étant endémique du Massif central et présente dans les landes à genêts purgatifs.

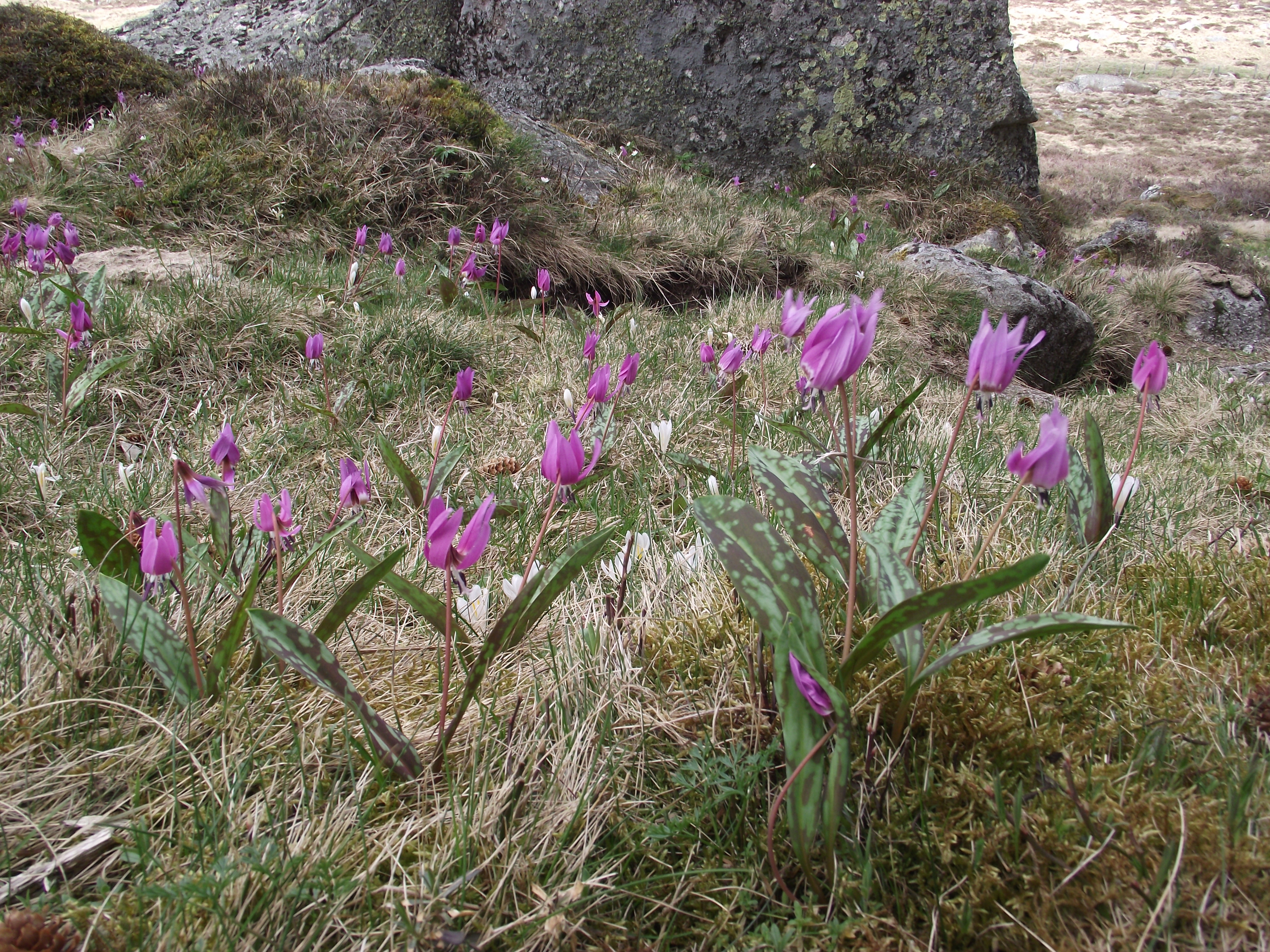
Lande au printemps avec Crocus et Erythrone dent-de-chien.

Quant aux autres plantes à fleurs, elles se répartissent de façon variable dans les trois types d'espaces ouverts évoqués précédemment, participant à diverses associations végétales. Ainsi, il existe des espèces qui peuvent croître indifféremment dans les trois espaces : la Gentiane jaune, la Dent-de-chien (montagnes de l'Ouest), le Narcisse jaune, l'Orchis sureau, le Vératre blanc, l'Arnica des montagnes ; d'autres préfèrent les prés de fauche : la Raiponce occidentale, la Renouée bistorte, le Narcisse des poètes et d'autres enfin se retrouvent plus souvent dans les pâturages non fauchés (qu'ils soient granitiques ou basaltiques) : le Genêt d'Angleterre, le Genêt poilu, la Gentiane des champs, la Pulsatille rouge (endémique du Massif central et surtout présente sur les versants est des différents massifs), le Fenouil des Alpes (cette plante, connue aussi sous le nom de cistre, est broutée par les vaches de race Salers ou Aubrac et ferait toute la saveur du fromage du Cantal), l'Euphorbe d'Irlande (plante atlantique poussant dans l'ouest du massif), le Liondent des Pyrénées, la Crépide à grandes fleurs, etc.
Enfin, formant une transition entre prairies sèches et tourbières, les prairies tourbeuses peuvent occuper de vastes surfaces surtout sur les plateaux (Aubrac, Cézallier...). C'est le domaine de la Canche cespiteuse (Deschampsia cespitosa) et de la Molinie bleue (Molinia caerula), plantes accompagnées de différentes espèces de joncs (Jonc acutiflore, Jonc aggloméré) et de quelques autres plantes caractéristiques (Achillée ptarmique, Succise des prés, Sélin des Pyrénées, Trèfle brun-rouge...).

### Zones humides

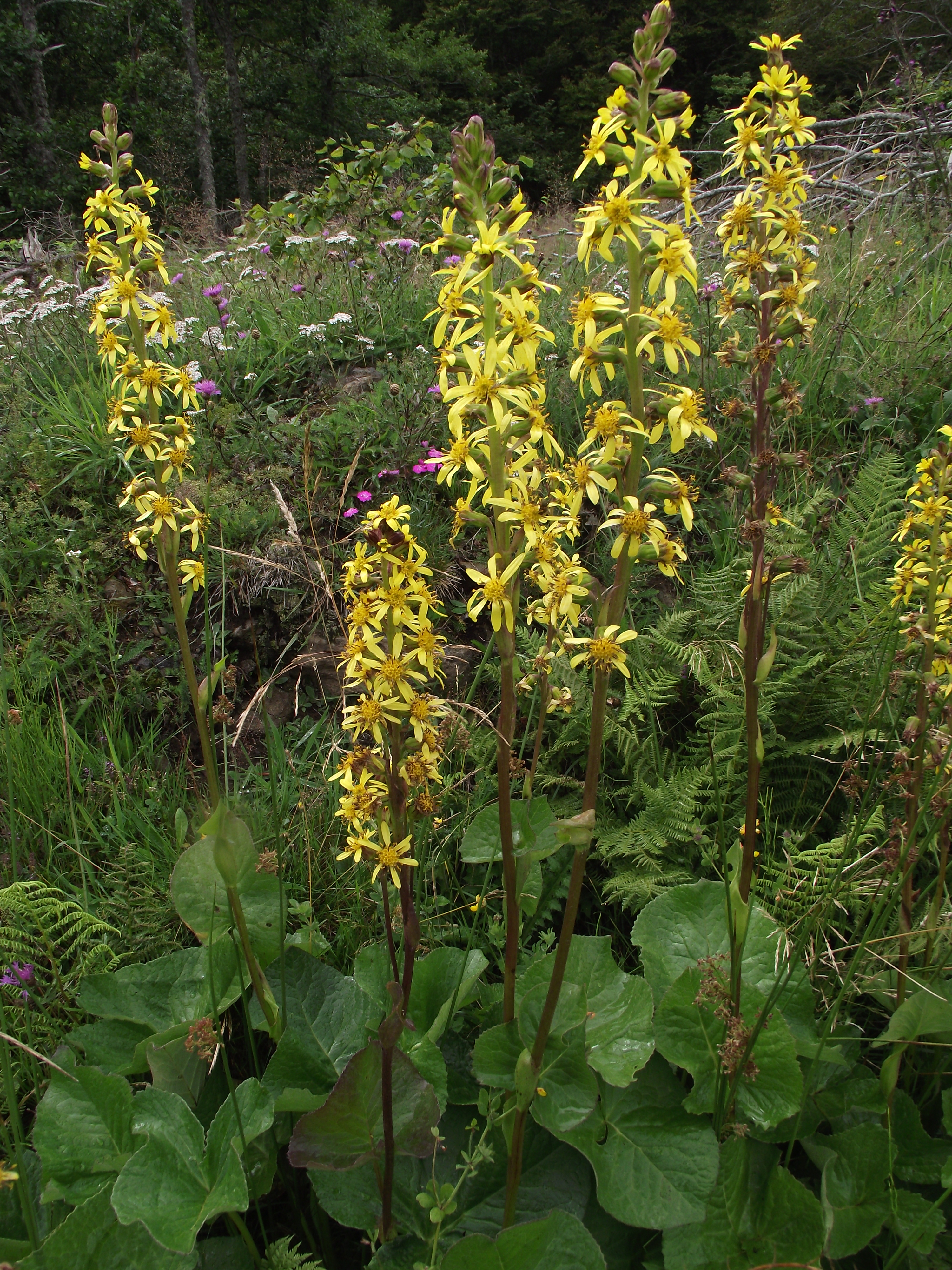
Une plante rarissime en France : le Ligulaire de Sibérie.

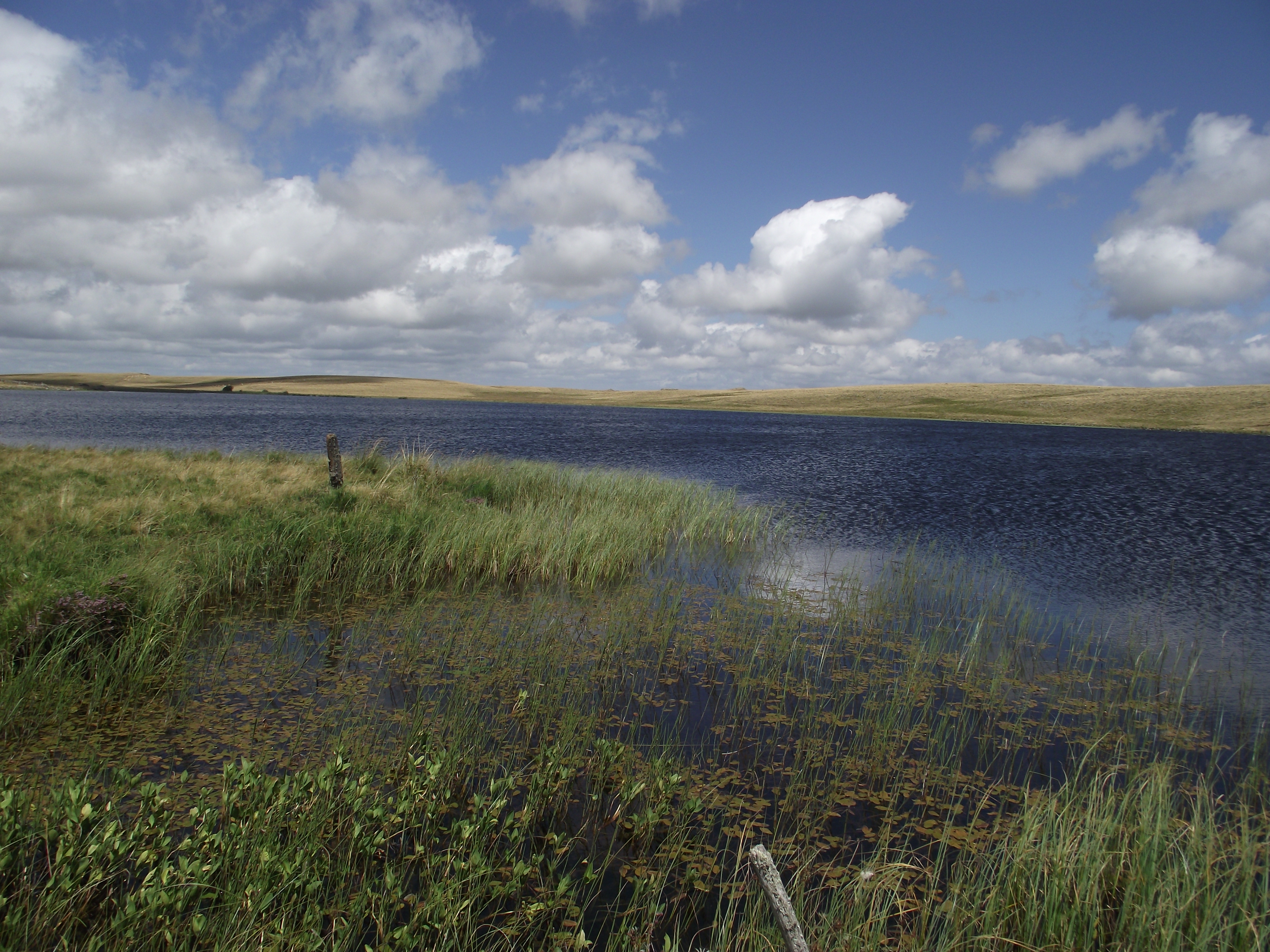
Plantes aquatiques sur les bords du lac de Saint-Andéol (Aubrac). On reconnaît en particulier des Trèfles d'eau et des Flûteaux nageants (petites feuilles qui flottent).

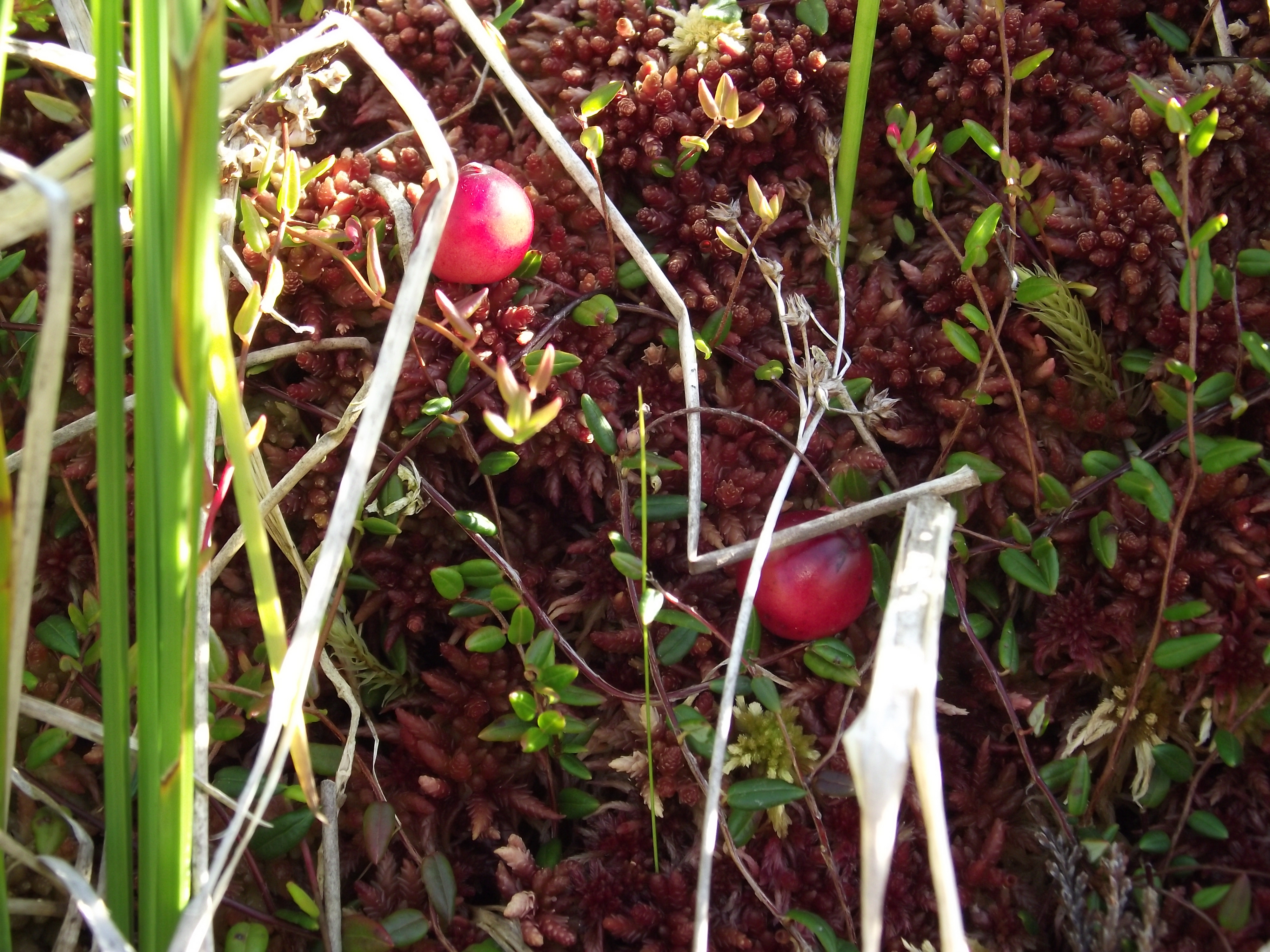
Fruits de Canneberge (Vaccinium oxycoccos) sur tapis de sphaignes.

Les zones humides peuvent regrouper plusieurs biotopes : bords de cours d'eau ou de lac, mégaphorbiaies, tourbières.
Dans les mégaphorbiaies, on a affaire à des plantes souvent de grande hauteur (entre un et deux mètres) parfois disposées en colonies serrées : Aconit tue-loup, Aconit napel (altitude > 1 200 m, très toxique), Pigamon à feuilles d'ancolie, Renoncule à feuilles d'aconit, Adénostyle à feuilles d'alliaire (alt. > 1 200 m), Angélique des bois, Chardon bardane (plus rare), etc. Ces plantes montagnardes peuvent occasionnellement côtoyer des plantes comme le Caltha-des-marais, la Reine-des-prés ou la Valériane officinale, fréquentes dans le Massif central dans ce type d'écosystème. Quant aux arbres, on trouve fréquemment au bord de l'eau des Aulnes glutineux et différentes espèces de saules, dont certaines qui ne poussent qu'en montagne (Salix pentandra, Salix bicolor).
Dans les tourbières, du fait de la pauvreté en nutriments des tapis de Sphaignes, les plantes sont souvent plus petites et quelquefois carnivores (Drosera à feuilles rondes, Grassette commune). Mais beaucoup d'autres espèces peuplent les tourbières du Massif central, ce qui en fait toute la valeur écologique : ainsi, dans les dépressions saturées d'eau, on trouvera, entre autres, le Comaret des marais (Comarum palustre) ou le Trèfle d'eau (Menyanthes trifoliata), et en position plus haute, sur les buttes de Sphaignes, la Canneberge (Vaccinium oxycoccos et Vaccinium microcarpum), la Linaigrette à feuilles engainantes (Eriophorum vaginatum), l'Andromède à feuilles de Polium, le Lycopode inondé, etc. On pourra aussi y croiser la Gentiane pneumonanthe, la Parnassie des marais, le Trèfle brun-rouge (Trifolium spadiceum), la Swertie vivace (Swertia perennis, surtout présente en Aubrac) ou le Trolle d'Europe (caractéristiques également des prairies hygrophiles). Les genres Carex et Juncus sont quant à eux bien représentés avec, entre autres, des espèces rares caractéristiques des tourbières d'altitude comme Carex cespitosa, Carex chordorrhiza, Carex limosa, Carex pauciflora, Juncus alpinoarticulatus ou encore Juncus filiformis. Dans la même famille, on trouve également fréquemment le Scirpe cespiteux, en particulier dans les tourbières acides.
Le Massif central compte aussi quelques stations de plantes de tourbières relictuelles de la dernière ère glaciaire et rarissimes en France comme l'impressionnant Ligulaire de Sibérie (Cézallier, Aubrac), la Scheuchzérie des marais, le Bouleau nain ou le Saule des lapons (ces deux arbustes sont présents dans les tourbières de la Margeride ainsi que dans les monts Dore pour le dernier). On dénombre également quelques stations de la très rare orchidée épiphyte Hammarbya paludosa (le Malaxis des marais) dans certaines tourbières de la Lozère (Aubrac, Margeride) et du Limousin.
Enfin, il faut signaler quelques intéressants représentants de la flore lacustre dont les Isoetes (Isoetes lacustris et Isoetes echinospora), plantes aquatiques boréales très exigeantes sur la qualité de l'eau et très rares en France qu'on trouve dans quelques lacs du Cézallier et de l'Aubrac (ainsi que dans quelques lacs des Pyrénées), le Flûteau nageant (Luronium natans) qu'on peut rencontrer au bord de certaines étendues d'eau et qui est protégé au niveau européen, et le Nénuphar nain (Nuphar pumila), espèce boréale rare en France, qui fréquente quelques lacs aux eaux froides en Auvergne.

### Cas particulier du sud du massif

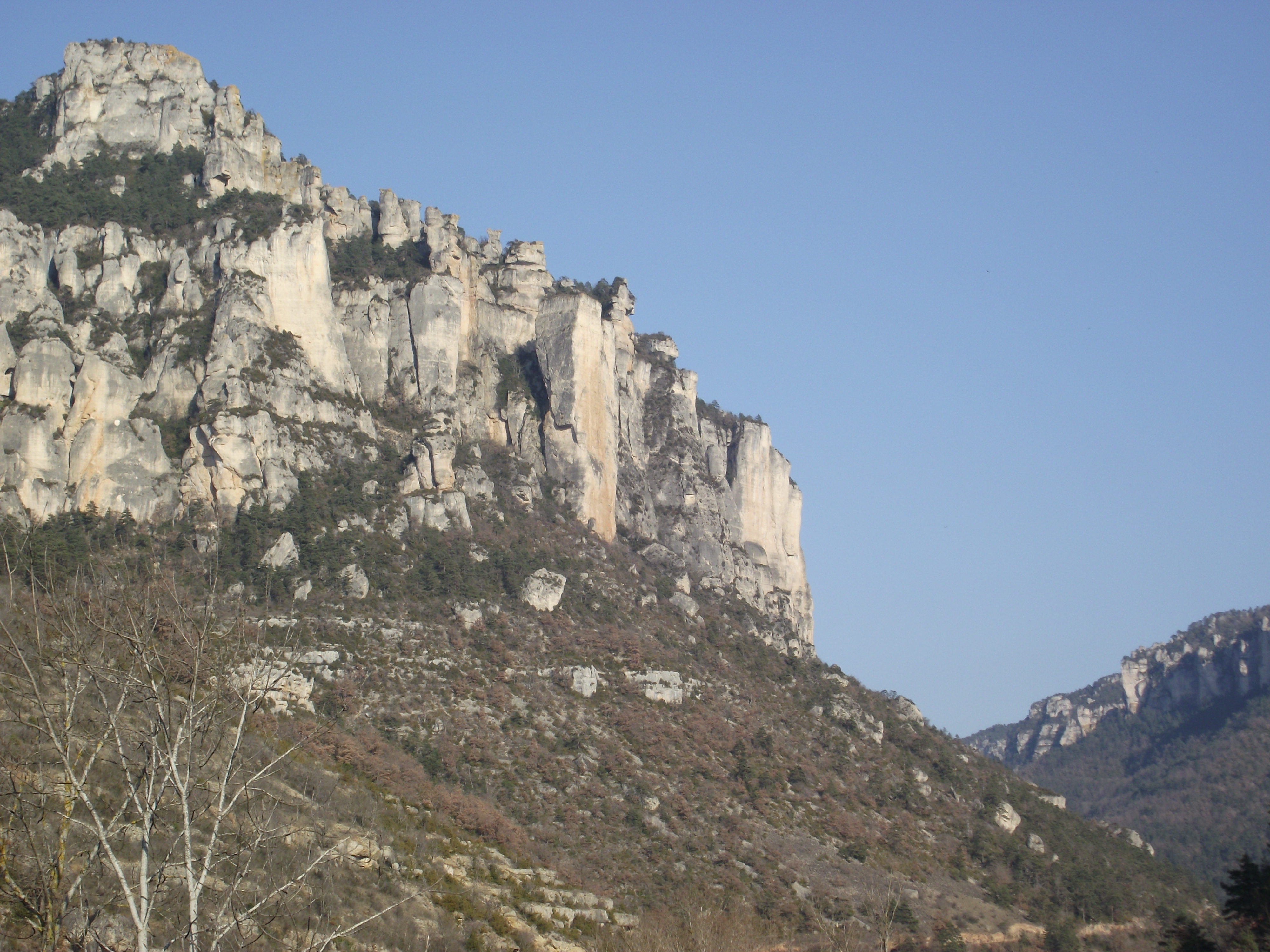
La roche calcaire, omniprésente dans la région des Causses, induit une flore bien spécifique. Ici, les gorges de la Jonte.

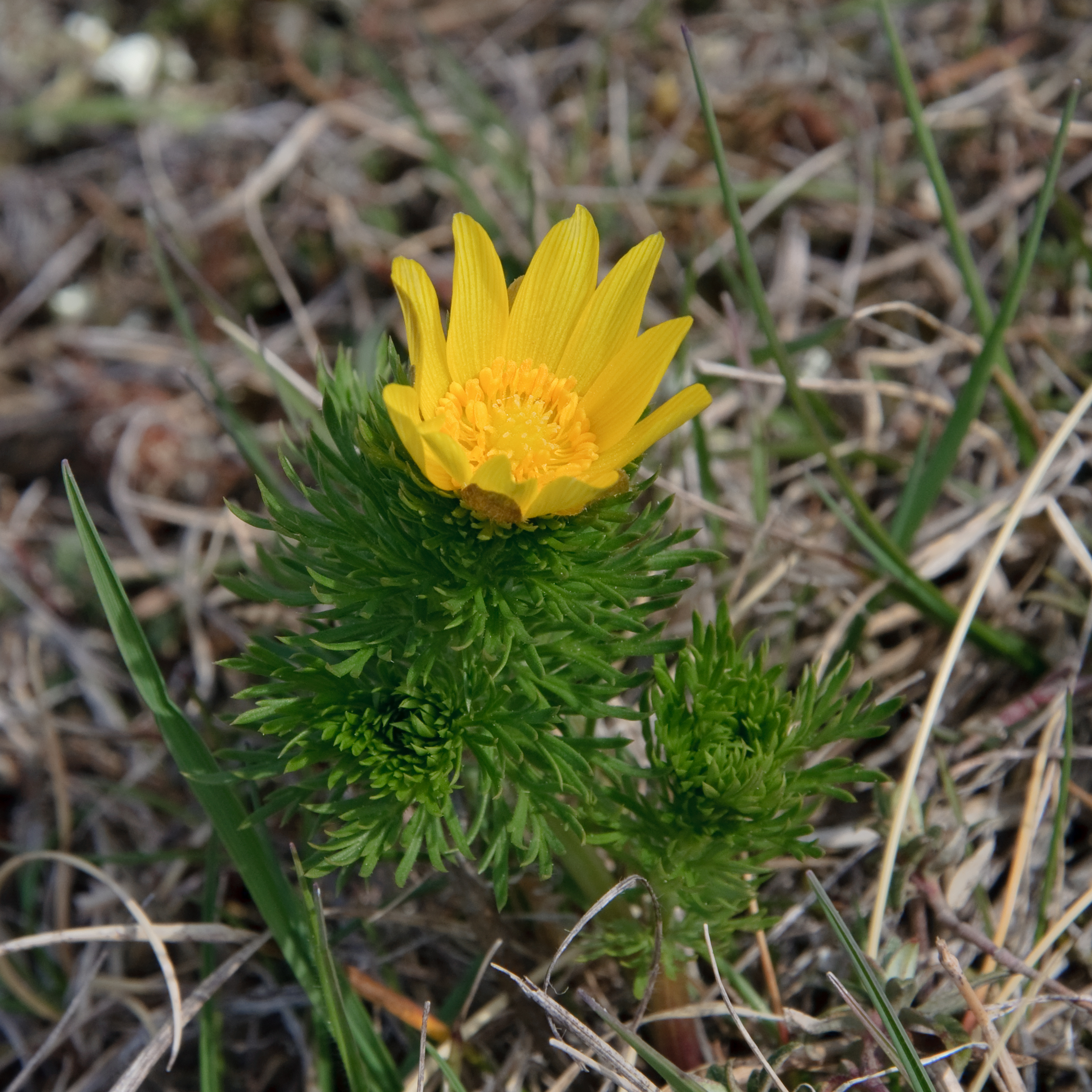
Adonis de printemps (Adonis vernalis) éclosant sur le causse de Sauveterre

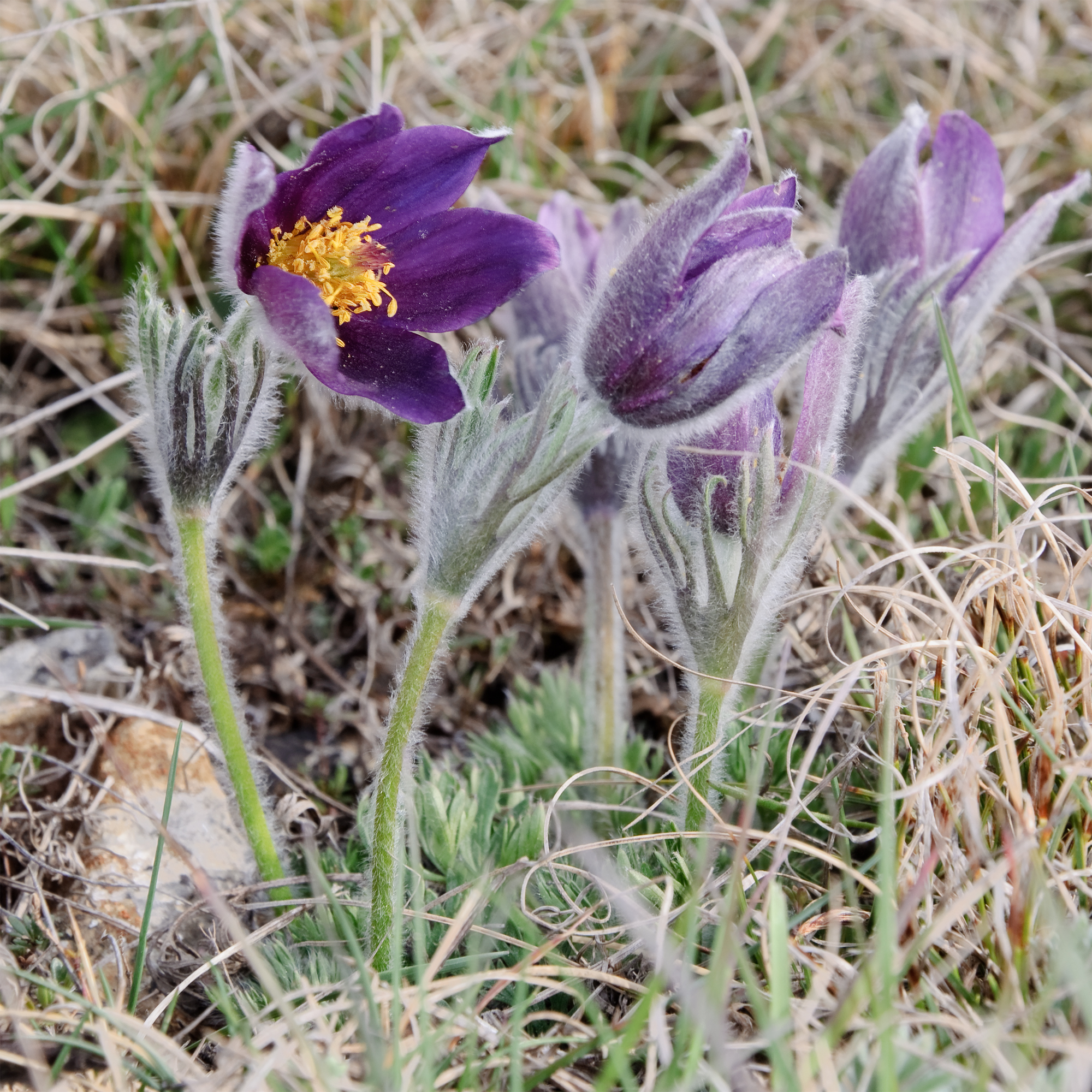
Anémone pulsatille de Coste (Pulsatilla vulgaris var. costeana) sur le causse de Sauveterre.

Dans le sud du massif (Causses et Cévennes), les spécificités quant à la nature du sol et du climat induisent une flore particulière avec un taux d'endémisme plus élevé que dans le reste du Massif central,. La hêtraie est toujours présente, en particulier dans les Cévennes, même sur les versants sud car ceux-ci sont exposés aux pluies venant de Méditerranée (mont Aigoual en particulier). Dans les Causses, elle ne se maintient que sur les versants exposés au nord, les versants sud et les plateaux étant surtout occupés par de maigres pâturages, favorables à de petits arbustes délaissés par les ovins comme le Buis (Buxus sempervirens) ou le Genévrier cade (Juniperus oxycedrus), parfois ponctués de bois de chênes et de pins. Ces pâturages ne sont pas homogènes et sont dominés tantôt par des Poacées (Brome dressé, Fétuque glauque, Seslérie bleue, Fétuque rouge ou la très emblématique Stipe pennée), tantôt par d'autres plantes comme le Serpolet, le Carex humble ou le Brachypode penné.
En raison du substrat calcaire, la flore des Causses diffère sensiblement de celle du reste du Massif central. On y croise des plantes originaires des milieux steppiques comme la Stipe pennée (Stipa pennata) ou la Gesse blanchâtre (Lathyrus pannonicus subsp. asphodeloides) et plus généralement des plantes de pelouse sèche et(ou) de rocailles calcaires comme le Panicaut champêtre (Eryngium campestre), le « Chardon-baromètre » (Carlina acanthifolia), le Lin campanule (Linum campanulatum), le Polygale du calcaire (Polygala calcarea), etc.
On y trouve également des plantes plus spécifiquement méditerranéennes (présentes à l'étage collinéen mais pouvant déborder sur l'étage montagnard) comme la vulnéraire à fleurs rouges (Anthyllis vulneraria subsp. rubriflora), le Lin à feuilles de Salsola (Linum suffruticosum subsp. salsoloides), l'Œillet giroflée (Dianthus caryophyllus), l'Orcanette (Onosma tricerosperma subsp. fastigiata), l'Astragale de Montpellier (Astragalus monspessulanus), la Lavande officinale (Lavandula angustifolia), etc.
Enfin, les Causses abritent des plantes de montagnes calcaires comme le Laser siler (Laserpitium siler), le Daphné des Alpes (Daphne alpina), le Daphné thymélée (Daphne cneorum), l'Érine des Alpes (Erinus alpinus), l'Anémone hépatique (Hepatica nobilis) ou encore la Campanule à belles fleurs (Campanula speciosa, originaire des Pyrénées).
Quant aux plantes strictement endémiques des Causses et des Cévennes, on peut citer la Germandrée de Rouy (Teucrium rouyanum), l'Anémone pulsatille de Coste (Pulsatilla vulgaris var. costeana, sur pelouses calcaires), la Potentille des Cévennes (Potentilla caulescens subsp. cebennensis), la Gentiane de Coste (Gentiana clusii subsp. costei), une sous-espèce de l'Aster des Alpes poussant en altitude (Aster alpinus subsp. cebennensis), une Orchidée, l'Ophrys mouche des Causses (Ophrys insectifera subsp. aymoninii), l'Arabette des Cévennes (Arabidopsis cebennensis, également présente dans l'Aubrac et le Cantal mais pas plus au nord), la Saxifrage de Prost (Saxifraga prostii, rochers siliceux), la Saxifrage des Cévennes (Saxifraga cebennensis, rochers calcaires), la Grassette des Causses (Pinguicula caussensis, rochers calcaires suintants), la Sabline de Lozère (Arenaria ligericina, rochers calcaires), l'Ancolie visqueuse des Causses (Aquilegia viscosa), le Thym luisant (Thymus nitens, sols siliceux en altitude), etc. Certaines autres espèces sont presque endémiques de la région (c'est-à-dire présentes dans les Causses, les Cévennes et dans un nombre limité de régions proches) comme la Sabline hérissée (Arenaria hispida, présente aussi en Catalogne), le Centaurée pectinée (Centaurea pectinata, présent aussi en Provence et dans le nord de l'Espagne) ou l'Asarine couchée (Asarina procumbens), plante particulière et facile à reconnaître, poussant sur sol siliceux, strictement localisée à l'étage montagnard des Cévennes et des Pyrénées orientales.
Les Causses comptent en outre quelques stations de la célèbre orchidée Sabot-de-Vénus (Cypripedium calceolus) et rassemblent les seules stations françaises de l'Adonis de printemps (Adonis vernalis).

## Étage subalpin

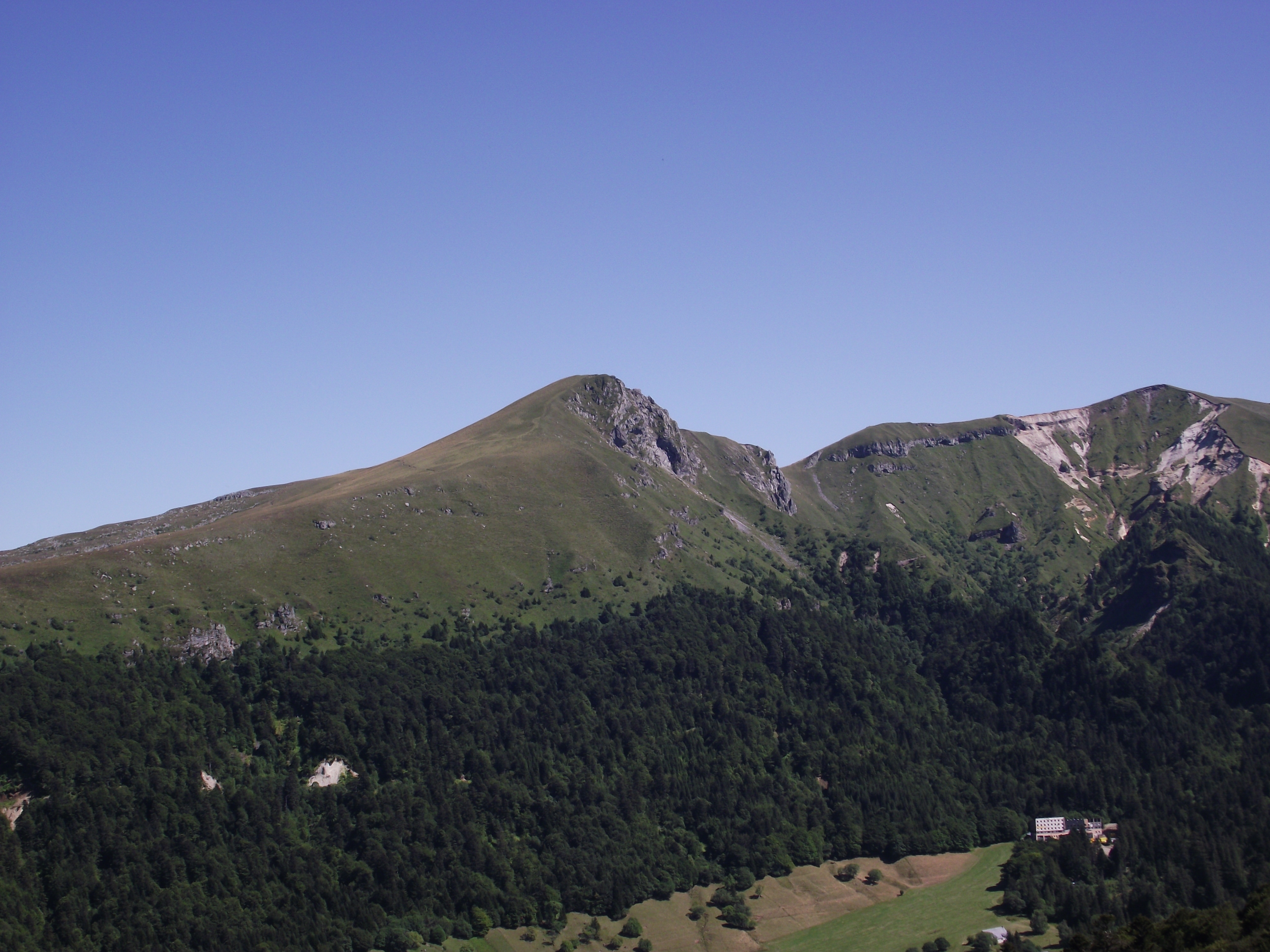
Étage subalpin au-dessus de la forêt (le roc de Cuzeau dans les monts Dore non loin du puy de Sancy).

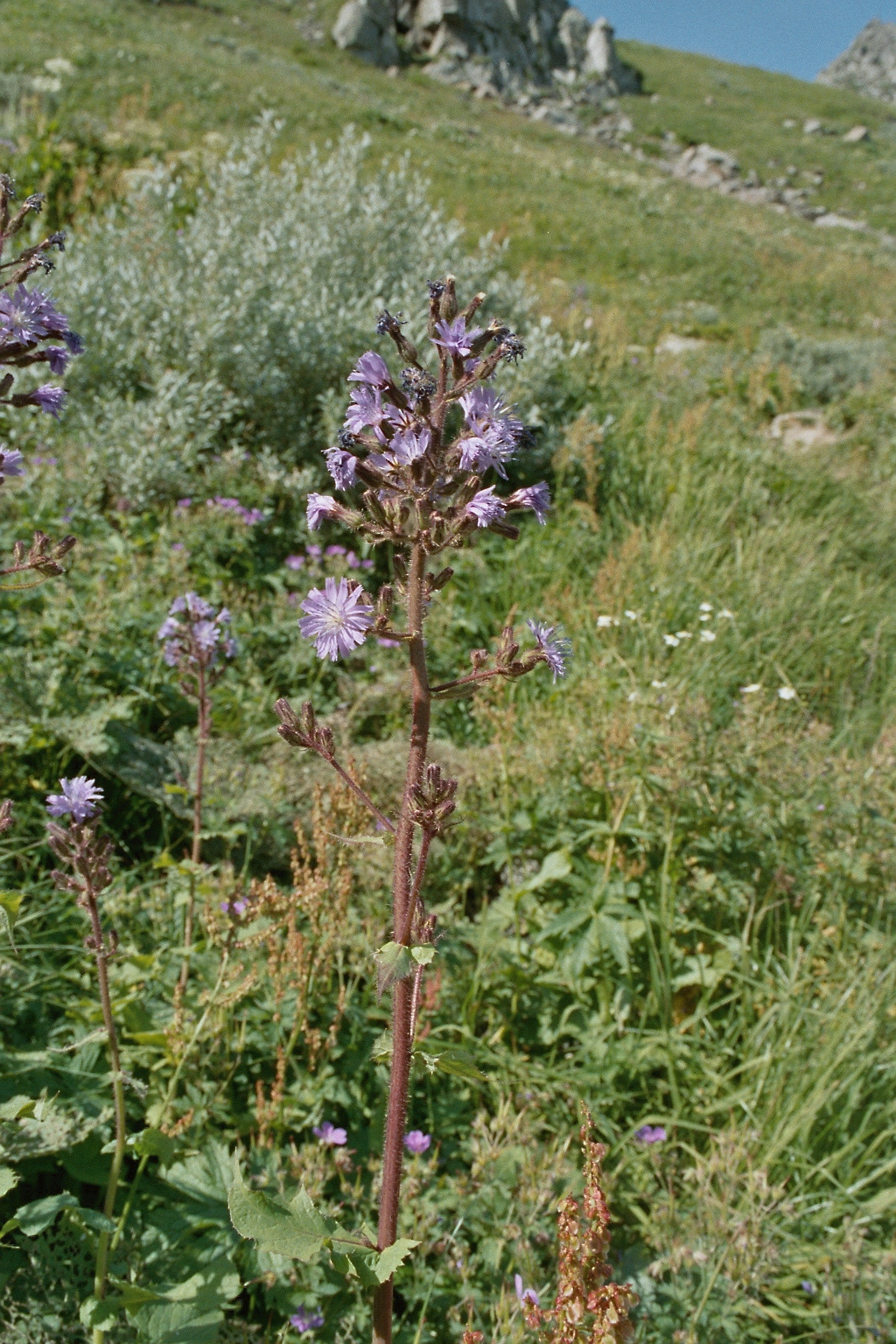
Mulgédie des Alpes (Cicerbita alpina) dans les monts Dore (présente également dans le Cantal et le Forez). Des Saules des Lapons (Salix lapponum) sont visibles à l'arrière plan.

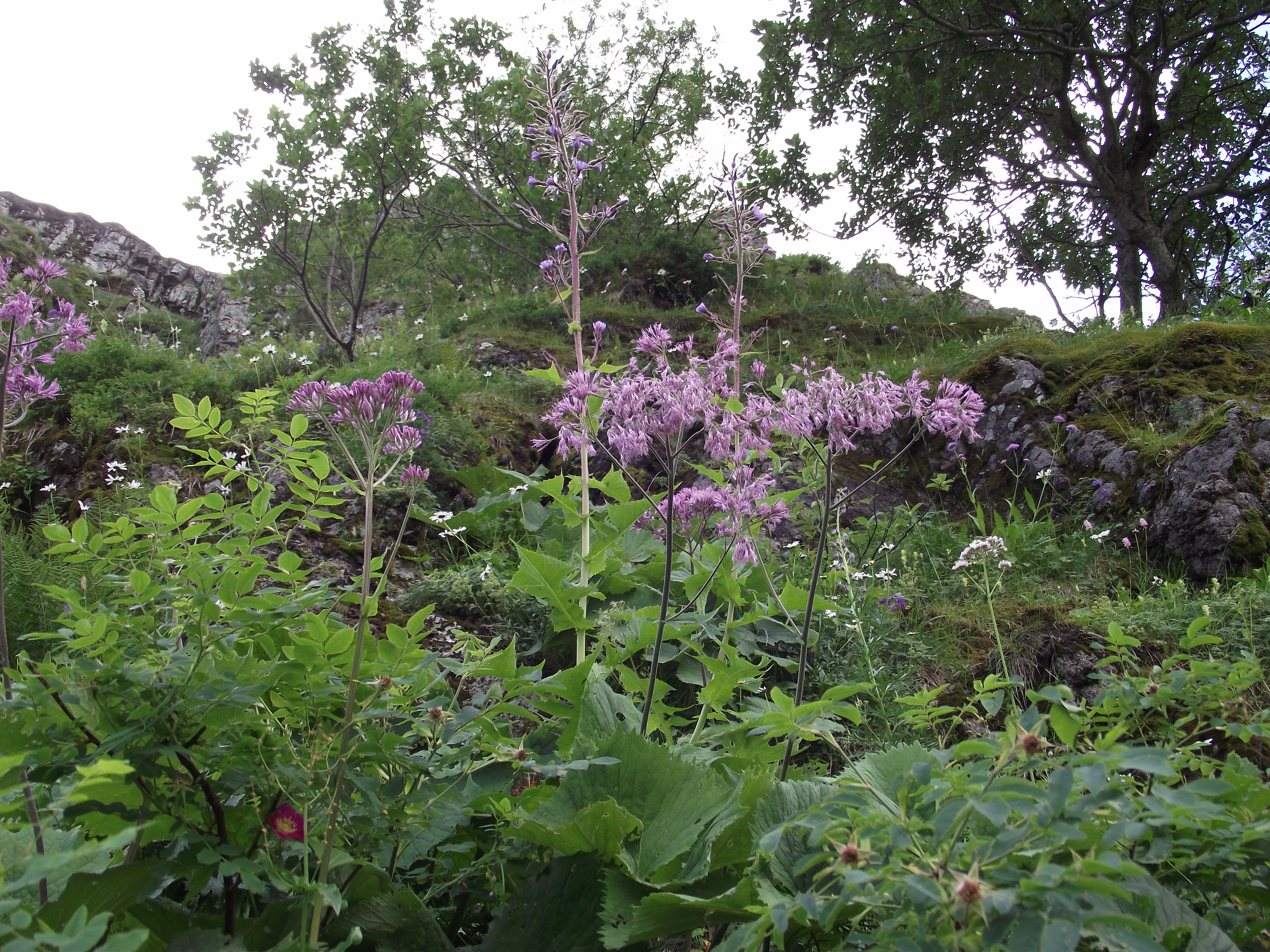
Mégaphorbiaie dans les monts du Cantal (altitude : environ 1500 m) avec, entre autres, des Adénostyles à feuilles d'Alliaire.

Si cet étage n'occupe que peu d'espace dans le Massif central, il a néanmoins un intérêt écologique de premier ordre pour les espèces que l'on y trouve. C'est le domaine des landes ou des pelouses subalpines avec quelques rares arbres rabougris (hêtre ou résineux) du fait des conditions climatiques, en particulier des températures froides et des vents violents, voire très violents (le vent a déjà soufflé à plus de 300 km/h au sommet du mont Aigoual). Les pelouses les plus importantes en superficie se retrouvent sans surprise dans les deux massifs les plus élevés : monts Dore et monts du Cantal. Mais on peut aussi rencontrer des pelouses subalpines sur les crêtes du Forez, au mont Mézenc, au mont Lozère et au mont Aigoual.
Les plantes les plus fréquemment rencontrées dans les landes ou les pelouses subalpines, en particulier celles du Cantal et des monts Dore, sont un certain type de graminée (Nardus stricta, Festuca rubra, Poa alpina, Phleum alpinum, Helictotrichon versicolor, etc.) mais aussi, en zone moins pâturée, des plantes arbustives (Myrtille, Airelle des marais, Genêt poilu…). Elles sont accompagnées de plantes caractéristiques des pâturages de montagne comme le Trèfle des Alpes (Trifolium alpinum), le Plantain des Alpes (Plantago alpina), la Grande Astrance (Astrantia major), l'Ail victorial (Allium victorialis), l'Impératoire benjoin (Peucedanum ostruthium), la Serratule des teinturiers (Serratula tinctoria subsp. macrocephala), etc. Dans les zones plus humides (mégaphorbiaies), on remarquera la présence de Rumex alpinus, Cicerbita alpina, Cicerbita plumieri, Adenostyles alliariae, etc. On retrouvera là aussi le Saule des lapons parfois hybridé avec d'autres Saules (comme le Saule rampant ou le Saule bicolore).
Plus localement, on pourra également observer dans les pelouses ou sur les rochers des plantes comme l'Anémone printanière (Pulsatilla vernalis) qui pousse sur le plomb du Cantal, au Mézenc et au mont Lozère, l'Anémone alpine (Pulsatilla alpina) dans les monts Dore (prédominance de la variété blanche, subsp. alpina, dans ce massif) et les monts du Cantal (prédominance ici de la variété jaune dite « soufrée », subsp. apiifolia, très abondante localement), la Benoîte des montagnes (Geum montanum — Dore et Cantal), la Gentiane printanière (Gentiana verna — Cantal, monts Dore), la Bartsie des Alpes (Bartsia alpina — uniquement Cantal), le Gnaphale de Norvège (Omalotheca norvegica - Cantal, monts Dore), l'Androsace de Haller (Androsace halleri — Plante d'éboulis des monts Dore et du Cantal), l'Erigéron des Alpes (Erigeron alpinus), etc.
Il existe également certaines espèces à cet étage dont la présence dans le Massif central est anecdotique mais qui méritent d'être signalées. Parmi elles, on peut citer le Lis de St Bruno (Paradisea liliastrum), grand lis aux belles fleurs blanches, dont on connaît une station au mont Aigoual et au mont Mézenc, le Séneçon leucophylle (Senecio leucophyllus), dont l'unique station dans le Massif central est aussi au mont Mézenc (plante des Pyrénées orientales poussant sur les éboulis), la Saxifrage à feuilles d'épervière (Saxifraga hieraciifolia) dont la seule station en France se trouve dans les monts du Cantal et qui pousse habituellement dans les régions arctiques (Norvège, Sibérie, Canada) ainsi que dans les Alpes orientales et les Carpates, l'Homogyne des Alpes, uniquement signalé dans les monts du Forez (secteur de Pierre-sur-Haute), la Soldanelle des Alpes (Soldanella alpina — uniquement dans les monts Dore), la Dryade à huit pétales (Dryas octopetala) sur les versants septentrionaux du Cantal et des monts Dore, etc. Toutes ces plantes sont fragiles et strictement protégées, certaines étant très menacées (comme Dryas octopetala).
Certains secteurs se distinguent tout particulièrement comme le puy Mary et ses abords qui concentre un certain nombre d'espèces alpines qu'on ne retrouve pas ailleurs dans le Massif central comme la Tozzie des Alpes (Tozzia alpina), la Saxifrage à feuilles opposées (Saxifraga oppositifolia), la Saxifrage androsace (Saxifraga androsacea) ou le Pédiculaire verticillée (Pedicularis verticillata).
Enfin, sur le plan des espèces endémiques, il existe dans le massif du Sancy (puy Ferrand, puy de la Perdrix) une jasione poussant uniquement sur sol trachytique au-dessus de 1 500 m : la Jasione naine (Jasione crispa subsp. arvernensis). Dans les monts Dore et le Cantal, existe également une saxifrage unique : la Saxifrage de Lamotte (Saxifraga lamottei) qui croît dans les fentes des rochers au-dessus de 1 400 m. Dans le même biotope (c'est-à-dire les rochers et les éboulis d'altitude du Cantal et des monts Dore), on pourra aussi croiser une plante endémique aux fleurs jaunes, la Biscutelle d'Auvergne (Biscutella arvernensis).

## Menaces et protection

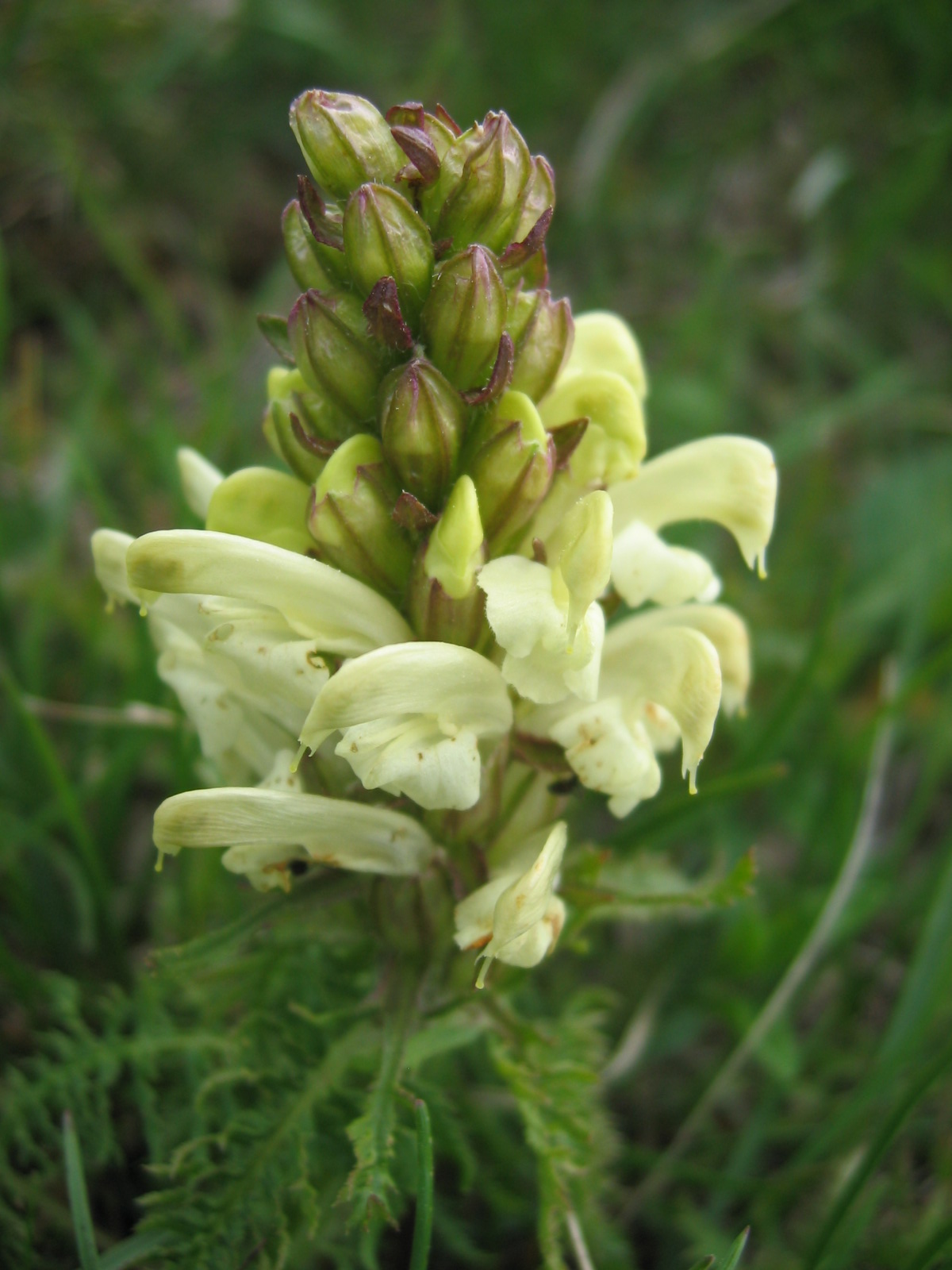
Pedicularis comosa est une espèce de montagne qui a migré en altitude et se raréfie.

Le Massif central a vu diminuer légèrement sa biodiversité ces dernières années mais pas autant que certaines régions voisines. Seulement une trentaine d'espèces autrefois présentes n'ont plus été revues après 1990, ce qui représente une part minime de la flore totale. Ce relatif appauvrissement est lié essentiellement à la destruction de certains milieux à haute valeur patrimoniale, en particulier les zones humides (drainage de prairies tourbeuses, recalibrage de cours d'eau…), à l'intensification de l'agriculture (disparition ou raréfaction de certaines espèces messicoles autrefois courantes en raison de l'usage d'herbicides) et à la place sans cesse plus grande des espaces urbanisés (bien que cette progression ne se fasse pas aussi vite dans le Massif central que dans d'autres régions françaises).
Il existe également des espèces envahissantes, souvent exotiques, qui peuvent localement poser des problèmes préoccupants en se développant au détriment des espèces indigènes (Jussie dans certains cours d'eau, Ambroisie, etc.). Ce phénomène peut aussi affecter les prairies de fauche trop amendées où l'on peut parfois observer le développement excessif d'espèces eutrophiles qui compromettent la qualité du fourrage (ex. : l'Anthrisque sauvage, qui n'est pas une espèce exotique mais qui se cantonne normalement dans les zones riches en nitrates).

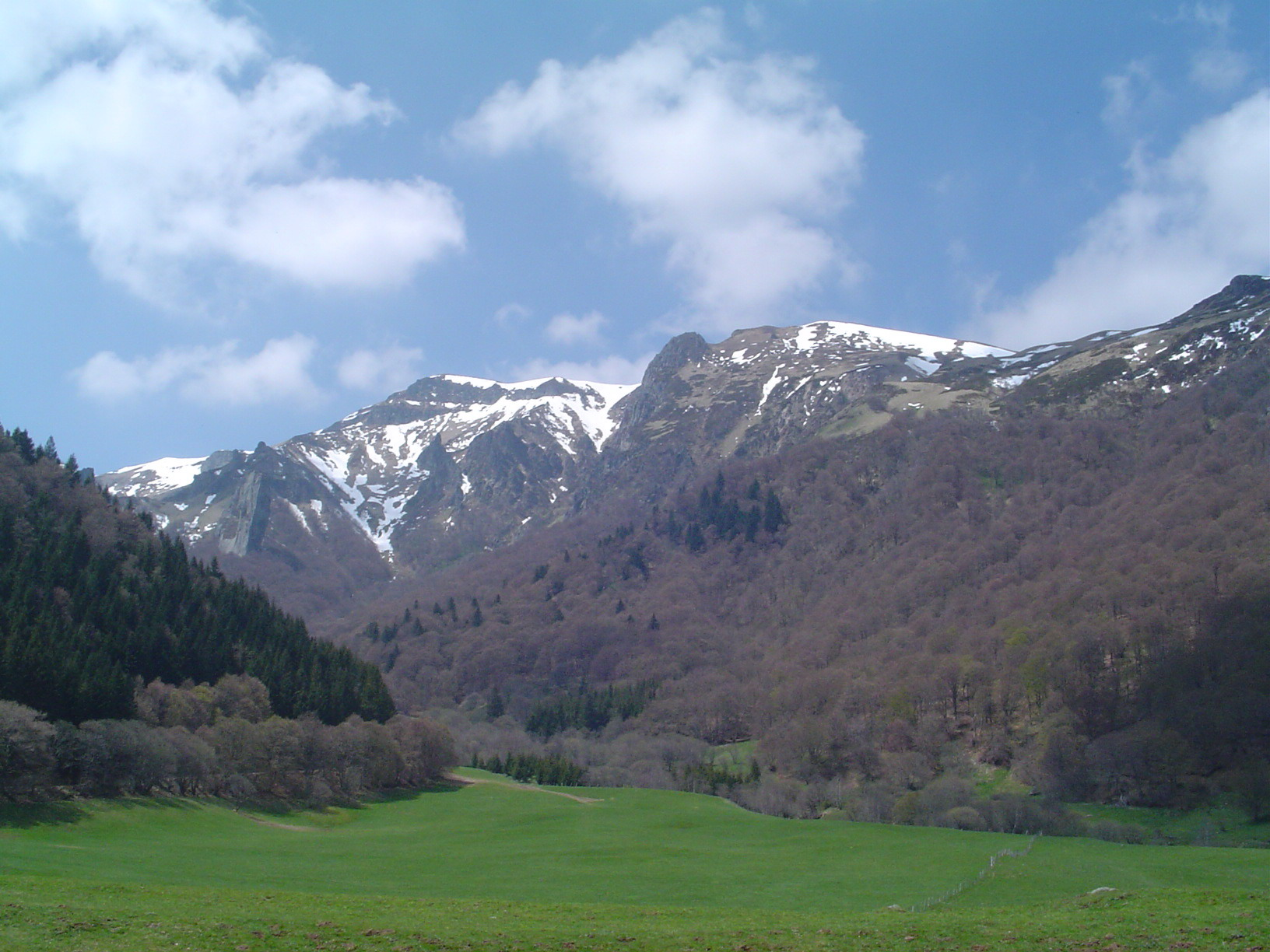
Réserve naturelle de la vallée de Chaudefour (Monts Dore).

Quant aux conséquences du réchauffement climatique, celles-ci n'ont pas encore fait l'objet d'études approfondies. Il semblerait toutefois, d'après les premières observations, que l'impact de ce changement ne se fasse pas encore sentir de manière significative. Dans la majorité des cas, il n'a pas été constaté de remontée en altitude des espèces subalpines, qui sont pourtant à priori les plantes les plus sensibles à l'augmentation des températures. Il existe pourtant quelques espèces qui ont migré à des altitudes plus élevées mais dont le mouvement est difficile à mettre en relation avec le réchauffement climatique : c'est le cas par exemple de Pedicularis comosa (le Pédiculaire à toupet), autrefois trouvé à partir de 1 200 m d'altitude et qui n'apparaît plus aujourd'hui qu'à 1 500 m, ou encore de Hieracium aurantiacum (l'Épervière orangée), trouvée en abondance au XVIIIe siècle dans tout le massif et aujourd'hui cantonnée à des altitudes élevées dans le Cantal et les monts Dore.
Enfin, en ce qui concerne la protection de ce patrimoine naturel, le Massif central compte un grand nombre de parcs naturels régionaux (en particulier le parc des Volcans qui est un des plus grands parc français en superficie) et surtout le parc national des Cévennes retenu par l'UNESCO comme réserve de biosphère. Les espaces rentrant dans le réseau Natura 2000 couvrent également de vastes surfaces, en particulier dans le centre du massif (pays des Couzes, val d'Allier, planèze de St Flour). Par contre, le nombre de réserves naturelles (qu'elles soient nationales ou régionales) est faible comparé à d'autres régions françaises et ce malgré le grand intérêt écologique du massif (excepté la région des monts Dore et du Cézallier).

## Liste de plantes
La liste suivante répertorie quelques plantes caractéristiques et facilement observables des étages montagnards et subalpins du Massif central. Les espèces banales qu'on retrouve un peu partout et à toutes les altitudes ont volontairement été omises tout comme les plantes trop rares et de ce fait difficiles à observer et non représentatives. Même avec ces exceptions, la liste est loin d'être exhaustive.
| Nom vulgaire                                   | Nom scientifique                                               | Famille                        | Habitat naturel                                        | Localisation                                                                 | Altitude                                                     | Photographies        |  |
| ---------------------------------------------- | -------------------------------------------------------------- | ------------------------------ | ------------------------------------------------------ | ---------------------------------------------------------------------------- | ------------------------------------------------------------ | -------------------- |  |
| Aconit napel                                   | Aconitum napellus                                              | Renonculacées                  | Bord des eaux, mégaphorbiaies                          | Ensemble du massif mais rare                                                 | >1 200 m                                                     |                      |  |
| Aconit tue-loup                                | Aconitum vulparia                                              | Renonculacées                  | Bord des eaux, mégaphorbiaies                          | Ensemble du massif. Plus fréquent que l'aconit napel.                        | >1 000 m                                                     |                      |  |
| Actée en épi                                   | Actaea spicata                                                 | Renonculacées                  | Hêtraies                                               | Ensemble du massif sauf Causses                                              | De 1 000 m à 1 500 m                                         |                      |  |
| Adénostyle à feuilles d'Alliaire               | Adenostyles alliariae                                          | Asteracées                     | Mégaphorbiaies                                         | Montagnes élevées                                                            | >1 200 m                                                     |                      |  |
| Ail de la Victoire                             | Allium victorialis                                             | Liliacées                      | Pelouses d'altitude, hêtraies. Plante protégée.        | Monts Dore, Cantal, Aubrac                                                   | Généralement >1 400 m mais peut descendre à 1 100 m (Aubrac) |                      |  |
| Airelle rouge                                  | Vaccinium vitis-idaea                                          | Ericacées                      | Landes, pelouses, tourbières, futaies de pin           | Surtout à l'est du massif (Margeride, Mézenc, mont Lozère)                   | Étage subalpin, parfois montagnard à l'est.                  |                      |  |
| Alchemille commune                             | Alchemilla vulgaris                                            | Rosacées                       | Pâturages, prairies, lieux herbeux                     | Ensemble du massif                                                           | De 500 m à 1 800 m                                           |                      |  |
| Alchemille des Alpes                           | Alchemilla alpina subsp. saxatilis                             | Rosacées                       | Pâturages, sur sol siliceux.                           | Ensemble du massif                                                           | >1 000 m                                                     |                      |  |
| Andromède                                      | Andromeda polifolia                                            | Ericacées                      | Tourbières (rare). Plante protégée.                    | Monts Dore, Cézallier, Cantal, Forez, Aubrac                                 | De 1 000 m à 1 400 m                                         |                      |  |
| Anémone printanière                            | Pulsatilla vernalis                                            | Renonculacées                  | Pelouses subalpines                                    | Très localisé (Plomb du Cantal, Mézenc, Mont Lozère)                         | >1 500 m                                                     |                      |  |
| Anémone des Alpes                              | Pulsatilla alpina                                              | Renonculacées                  | Pelouses subalpines                                    | Monts Dore (variété blanche), Cézallier, Cantal (variété jaune dite soufrée) | >1 400 m                                                     |                      |  |
| Arnica des montagnes                           | Arnica montana                                                 | Asteracées                     | Prairies, sur sol siliceux                             | Ensemble du massif                                                           | >1 100 m                                                     |                      |  |
| Armérie des sables                             | Armeria arenaria                                               | Plombaginacées                 | Pelouses sèches, lieux sablonneux                      | Sud et centre du massif (Cévennes, Aubrac, Vivarais)                         | 500 m à 1 350 m                                              |                      |  |
| Bartsie des Alpes                              | Bartsia alpina                                                 | Scrofulariacées                | Pâturages, combes à neige, éboulis                     | Cantal                                                                       | >1 300 m                                                     |                      |  |
| Benoîte des montagnes                          | Geum montanum                                                  | Rosacées                       | Pelouses subalpines (rare)                             | Monts Dore, Cantal                                                           | >1 400 m                                                     |                      |  |
| Benoîte des ruisseaux                          | Geum rivale                                                    | Rosacées                       | Prairies humides, bord des ruisseaux                   | Ensemble du massif                                                           | De 1 000 m à 1 500 m                                         |                      |  |
| Berce de Sibérie ou Berce de Lecoq             | Heracleum sibiricum                                            | Apiacées                       | Divers biotopes mais préfère les lieux humides         | Cantal, Mézenc, Aubrac, Cévennes                                             | Généralement au-dessus de 1 000 m                            |                      |  |
| Bétoine officinale                             | Stachys officinalis                                            | Lamiacées                      | Prairies, landes, sur sol siliceux                     | Ensemble du massif                                                           | De la plaine à 1 600 m                                       |                      |  |
| Bois joli                                      | Daphne mezereum                                                | Thymélacées                    | Hêtraies                                               | Ensemble du massif sauf Causses                                              | De 700 m à 1 500 m                                           |                      |  |
| Brunelle à grandes fleurs                      | Prunella grandiflora                                           | Lamiacées                      | Prairies sèches, landes, bois clairs                   | Cantal, Aubrac                                                               | 1 000 m à 1 400 m                                            |                      |  |
| Calament à grandes fleurs (Thé d'Aubrac)       | Calamintha grandiflora                                         | Lamiacées                      | Hêtraies                                               | Cantal, Aubrac                                                               | 1 000 m à 1 500 m                                            |                      |  |
| Caltha des marais                              | Caltha palustris                                               | Renonculacées                  | Bord des ruisseaux                                     | Tout le massif                                                               | 600 m à 1 200 m                                              |                      |  |
| Callune                                        | Calluna vulgaris                                               | Ericacées                      | Landes granitiques                                     | Montagnes granitiques                                                        | Surtout entre 1 000 m et 1 500 m                             |                      |  |
| Canneberge                                     | Vaccinium oxycoccos                                            | Ericacées                      | Tourbières                                             | Tous les massifs sauf Causses. Rare, protégée en France.                     | >1 000 m                                                     |                      |  |
| Cardamine à cinq ou sept folioles              | Cardamine pentaphyllos ou heptaphylla                          | Brassicacées                   | Hêtraies sur sol basaltique                            | Rare : Aubrac, Cantal                                                        | De 1 000 m à 1 500 m                                         |                      |  |
| Centaurée des montagnes                        | Centaurea montana                                              | Asteracées                     | Forêts, rochers                                        | Montagnes basaltiques                                                        | De 1 000 m à 1 800 m                                         |                      |  |
| Cerfeuil des montagnes                         | Chaerophyllum hirsutum                                         | Apiacées                       | Prés et bois humides, bords des ruisseaux              | Ensemble du massif                                                           | >500 m                                                       |                      |  |
| Cirse des marais                               | Cirsium palustre                                               | Asteracées (ou composées)      | Prairies humides, marais, tourbières                   | Tout le massif sauf Causses                                                  | <1 600 m                                                     |                      |  |
| Cirse des ruisseaux                            | Cirsium rivulare                                               | Asteracées                     | Bord des eaux, zones très humides                      | Aubrac, Cantal, monts Dore, Velay                                            | >1 000 m                                                     |                      |  |
| Cirse erisithalès                              | Cirsium erisithales                                            | Asteracées                     | Hêtraies d'altitude, sur sol basaltique                | Forez, monts Dore, Cantal, Aubrac                                            | De 1 200 m à 1 600 m                                         |                      |  |
| Comaret des marais                             | Comarum palustre                                               | Rosacées                       | Tourbières, marais                                     | Dans la plupart des massifs                                                  | De 1 000 m à 1 700 m                                         |                      |  |
| Crocus printanier                              | Crocus albiflorus                                              | Iridacées                      | Pâturages, pelouses d'altitude                         | Dans la plupart des massifs                                                  | >1 200 m                                                     |                      |  |
| Doronic d'Autriche                             | Doronicum austriacum                                           | Asteracées                     | Bois humides, ravins.                                  | Monts Dore, Forez, Cantal, Aubrac                                            | De 700 m à 1 500 m                                           |                      |  |
| Drosera à feuilles rondes                      | Drosera rotundifolia                                           | Droséracées                    | Tourbières (protégée)                                  | Dans la plupart des massifs                                                  | >1 200 m                                                     |                      |  |
| Erythrone dent-de-chien                        | Erythronium dens-canis                                         | Liliacées                      | Pâturages, landes                                      | Ouest du massif et en particulier Aubrac                                     | >1 100 m                                                     |                      |  |
| Euphorbe d'Irlande                             | Euphorbia hyberna                                              | Euphorbiacées                  | Pâturages, landes                                      | Ouest du massif, de l'Allier à l'Aubrac                                      | >500 m                                                       |                      |  |
| Euphraise de Rostkov                           | Euphrasia officinalis subsp. rostkoviana                       | Scrofulariacées                | Pâturages, landes, pelouses à Nard                     | Montagnes granitiques                                                        | >800 m                                                       |                      |  |
| Fenouil des Alpes                              | Meum athamanticum                                              | Apiacées                       | Pâturages frais d'altitude                             | Tout le massif                                                               | >700 m                                                       |                      |  |
| Fritillaire pintade                            | Fritillaria meleagris                                          | Liliacées                      | Ponctuellement dans certaines prairies humides         | Plutôt dans l'ouest (surtout Aubrac)                                         | <1 300 m                                                     |                      |  |
| Galeopsis douteux                              | Galeopsis segetum                                              | Lamiacées                      | Rocailles, gravier, sols sableux.                      | Tout le massif, surtout en zone granitique.                                  | 500 m à 1 200 m                                              |                      |  |
| Genêt d'Angleterre                             | Genista anglica                                                | Fabacées                       | Landes granitiques                                     | Margeride, Aubrac, Mont Lozère, Limousin                                     | Etage montagnard, parfois plus bas dans l'ouest du massif    |                      |  |
| Genêt purgatif                                 | Cytisus purgans                                                | Fabacées                       | Landes granitiques                                     | Margeride, Aubrac, Cévennes                                                  | En général au-dessus de 800 m                                |                      |  |
| Genêt sagitté                                  | Genista sagittalis                                             | Fabacées                       | Pelouses, landes                                       | Tout le massif                                                               | >600 m                                                       |                      |  |
| Gentiane des Champs                            | Gentianella campestris                                         | Gentianacées                   | Pâturages (pelouses à nard raide)                      | Montagnes granitiques et basaltiques                                         | >1 000 m                                                     |                      |  |
| Gentiane jaune                                 | Gentiana lutea                                                 | Gentianacées                   | Prairies et pelouses de montagne                       | Un peu partout (sauf Causses)                                                | De 600 m à 1 500 m                                           |                      |  |
| Gentiane pneumonanthe                          | Gentiana pneumonanthe                                          | Gentianacées                   | Landes humides, tourbières                             | Un peu partout (sauf Causses et chaîne des Puys)                             | De 500 m à 1 500 m                                           |                      |  |
| Géranium des bois                              | Geranium sylvaticum                                            | Géraniacées                    | Prairies, lisières de bois, pelouses de montagne       | Montagnes d'Auvergne, Cévennes                                               | De 1 000 m à 1 500 m                                         |                      |  |
| Géranium noueux                                | Geranium nodosum                                               | Géraniacées                    | Bois                                                   | Cévennes, Velay surtout. Plus disséminé ailleurs dans le massif.             | De 500 m à 1 600 m                                           |                      |  |
| Grand Orpin                                    | Hylotelephium maximum                                          | Crassulacées (plantes grasses) | Rochers granitiques                                    | Montagnes granitiques                                                        | Étage montagnard                                             |                      |  |
| Grande Astrance                                | Astrantia major                                                | Apiacées                       | Prairies, pelouses de montagne                         | Chaîne des Puys, Monts Dore, Cantal                                          | De 800 m à 1 600 m                                           |                      |  |
| Grassette commune                              | Pinguicula vulgaris                                            | Lentibulariacées               | Tourbières, bords des eaux                             | Monts d'Auvergne, Mézenc                                                     | De 1 200 m à 1 400 m                                         |                      |  |
| Groseillier des rochers                        | Ribes petraeum                                                 | Saxifragacées                  | Bois rocheux                                           | Monts d'Auvergne, Aubrac, Forez, Vivarais                                    | >1 000 m                                                     |                      |  |
| Impératoire benjoin                            | Peucedanum ostruthium                                          | Apiacées                       | Mégaphorbiaies, pentes herbeuses                       | Monts Dore, Cantal, Mont Aigoual                                             | Au-dessus de 1 400 m                                         |                      |  |
| Jacinthe des Pyrénées (ou scille lis-jacinthe) | Scilla lilio-hyacinthus                                        | Liliacées                      | Bois de hêtres                                         | Monts d'Auvergne (surtout Cantal)                                            | Étage montagnard                                             |                      |  |
| Jasione vivace                                 | Jasione laevis                                                 | Campanulacées                  | Rocailles, pelouses sèches, sur sol siliceux           | Tous les massifs sauf Causses                                                | >500 m                                                       |                      |  |
| Jonquille                                      | Narcissus pseudo-narcissus                                     | Amaryllidacées                 | Prairies                                               | Tous les massifs sauf Causses                                                | >1 000 m                                                     |                      |  |
| Knautie d'Auvergne                             | Knautia arvernensis                                            | Dispacées                      | Prairies, bords des chemins et des routes.             | Monts d'Auvergne, Aubrac.                                                    | 500 m à 1 300 m                                              |                      |  |
| Laiteron de plumier                            | Cicerbita plumieri                                             | Asteracées                     | Bois et pelouses d'altitude, bords des ruisseaux       | Aubrac, Cantal, Forez                                                        | >700 m                                                       |                      |  |
| Laiteron des Alpes                             | Cicerbita alpina                                               | Asteracées                     | Bois et pelouses d'altitude, bords des ruisseaux       | Cantal, Monts Dore, Forez                                                    | >1 000 m                                                     |                      |  |
| Laser à feuilles larges                        | Laserpitium latifolium                                         | Apiacées                       | Bois clairs, rocailles                                 | Tout le massif                                                               | >700 m                                                       |                      |  |
| Linaigrette à feuilles étroites                | Eriophorum angustifolium                                       | Cypéracées                     | Tourbières, marécages                                  | Montagnes granitiques                                                        | >1 000 m                                                     |                      |  |
| Liondent des Pyrénées                          | Leontodon pyrenaicus                                           | Astéracées                     | Pâturages des montagnes volcaniques                    | Monts Dore, Cantal, Aubrac.                                                  | >1 000 m                                                     |                      |  |
| Lis martagon                                   | Lilium martagon                                                | Liliacées                      | Bois de hêtres, pelouses des sommets (plante protégée) | Monts d'Auvergne, Cévennes                                                   | >1 000 m                                                     |                      |  |
| Luzule blanc-de-neige                          | Luzula nivea                                                   | Joncacées                      | Bois clairs et humides                                 | Cantal, Aubrac, Cévennes                                                     | >800 m                                                       |                      |  |
| Melampyre des forêts                           | Melampyrum sylvaticum                                          | Orobanchacées                  | Hêtraies, sapinières                                   | Auvergne, Forez, Aubrac, Margeride, Cévennes                                 | >1 000 m                                                     |                      |  |
| Melampyre des bois                             | Melampyrum nemorosum                                           | Orobanchacées                  | Hêtraies, sapinières                                   | Surtout à l'est du massif (Cévennes, Vivarais)                               | >800 m                                                       | (bractées violettes) |  |
| Myrtille                                       | Vaccinium myrtillus                                            | Ericacées                      | Bois clairs, landes                                    | Tout le massif (sauf Causses), abondante à l'est (Forez, Mézenc)             | De 500 m à 1 800 m                                           |                      |  |
| Narcisse des poètes                            | Narcissus poeticus                                             | Amaryllidacées                 | Prairies humides                                       | Tous les massifs                                                             | Surtout de 500 m à 1 400 m                                   |                      |  |
| Narthécie des marais                           | Narthecium ossifragum                                          | Narthéciacées                  | Marais, tourbières                                     | Ouest du massif (plante atlantique)                                          | jusqu'à 1 300 m                                              |                      |  |
| Œillet sylvestre                               | Dianthus seguieri subsp. pseudocollinus                        | Caryophyllacées                | Pelouses et bois d'altitude                            | Tous les massifs sauf Causses (endémique du Massif central)                  | >700 m                                                       |                      |  |
| Orchis moucheron (à épi dense)                 | Gymnadenia conopsea var. densiflora                            | Orchidacées                    | Pâturages de montagne, landes                          | Monts d'Auvergne, Aubrac                                                     | >1 000 m                                                     |                      |  |
| Orchis sureau                                  | Dactylorhiza sambucina                                         | Orchidacées                    | Pâturages de montagne, landes                          | Relativement fréquente sauf sur sol sec                                      | >1 000 m                                                     |                      |  |
| Orchis tacheté                                 | Dactylorhiza maculata                                          | Orchidacées                    | Prairies riches et humides, souvent sur silice.        | Tout le massif                                                               | >500 m                                                       |                      |  |
| Orobanche du genêt                             | Orobanche rapum-genistae                                       | Orobanchacées                  | Landes à genêt purgatif                                | Aubrac, Margeride, Cévennes                                                  | >1 000 m                                                     |                      |  |
| Orpin hérissé                                  | Sedum hirsutum                                                 | Crassulacées                   | Rochers granitiques                                    | Massifs granitiques (Aubrac, Margeride, Forez…)                              | 500 m à 1 500 m                                              |                      |  |
| Parnassie des Marais                           | Parnassia palustris                                            | Parnassiacées                  | Pâturages de montagne, tourbières                      | Ensemble du massif                                                           | >1 000 m                                                     |                      |  |
| Pédiculaire des bois                           | Pedicularis sylvatica                                          | Scrofulariacées                | Landes humides                                         | Ensemble du massif                                                           | Jusqu'à 1 700 m                                              |                      |  |
| Pédiculaire des marais                         | Pedicularis palustris                                          | Scrofulariacées                | Tourbières, landes humides                             | Un peu partout sauf monts Dômes                                              | De 1 000 m à 1 400 m                                         |                      |  |
| Pédiculaire feuillée                           | Pedicularis foliosa                                            | Scrofulariacées                | Pâturages d'altitude                                   | Monts Dore, Cantal                                                           | >1 200 m                                                     |                      |  |
| Pensée des Vosges                              | Viola lutea (de couleur bleue-violette dans le Massif central) | Violacées                      | Pâturages de montagne                                  | Auvergne                                                                     | >1 000 m                                                     |                      |  |
| Petit lis des Vallées                          | Maïanthemum bifolium                                           | Liliacées                      | Hêtraies                                               | Tout le massif                                                               | 800 m à 1 500 m                                              |                      |  |
| Pigamon à feuilles d'ancolie                   | Thalictrum aquilegifolium                                      | Renonculacées                  | Mégaphorbiaies, prairies humides                       | Présente çà et là, plus fréquente en Haute-Loire et en Lozère                | >800 m                                                       |                      |  |
| Grande pimprenelle                             | Sanguisorba officinalis                                        | Rosacées                       | Tourbières, prairies humides                           | Tout le massif, fréquente dans l'Aubrac                                      | >800 m                                                       |                      |  |
| Potentille dorée                               | Potentilla aurea                                               | Rosacées                       | Pelouses, rochers, bois clairs                         | Monts d'Auvergne, Aubrac                                                     | >1 200 m                                                     |                      |  |
| Prenanthe pourpre                              | Prenanthes purpurea                                            | Asteracées                     | Hêtraies                                               | Auvergne, Aubrac, Cévennes                                                   | >1 000 m                                                     |                      |  |
| Pulmonaire semblable                           | Pulmonaria affinis                                             | Boraginacées                   | Forêts (Frênaies, Hêtraies, Chênaies...)               | Tout le massif, endémique du sud-ouest de la France et de l'Espagne.         | Étage collinéen et montagnard                                |                      |  |
| Pulsatille rouge                               | Pulsatilla rubra                                               | Renonculacées                  | Pâturages, landes sèches                               | Versants orientaux des massifs, endémique du Massif central.                 | >800 m                                                       |                      |  |
| Raiponce occidentale                           | Phyteuma spicatum subsp. occidentale                           | Campanulacées                  | Hêtraies, prairies                                     | Présente un peu partout                                                      | >800 m                                                       |                      |  |
| Raiponce hémisphérique                         | Phyteuma hemisphaericum                                        | Campanulacées                  | Pelouse de montagne                                    | Massifs élevés                                                               | >1 500 m (>1 000 m dans les Cévennes et au Mézenc)           |                      |  |
| Renoncule à feuilles d'aconit                  | Ranunculus aconitifolius                                       | Renonculacées                  | Prairies humides, bords des ruisseaux                  | Présente partout sauf dans les Causses                                       | >1 000 m                                                     |                      |  |
| Renouée bistorte                               | Polygonum bistorta                                             | Campanulacées                  | Hêtraies, prairies                                     | Monts Dore, Cantal, Livradois, Forez, Aubrac, Cévennes                       | Généralement au-dessus de 1 000 m                            |                      |  |
| Roseau des Montagnes                           | Calamagrostis arundinacea                                      | Poacées                        | Hêtraies, sur sol acide.                               | Ensemble du massif                                                           | au-dessus de 1 000 m                                         |                      |  |
| Rosier des Alpes                               | Rosa pendulina                                                 | Rosacées                       | Forêts claires, buissons                               | Monts d'Auvergne, Mézenc, Aubrac                                             | >900 m                                                       |                      |  |
| Saxifrage étoilée                              | Saxifraga stellaris                                            | Saxifragacées                  | Pâturages de montagne, tourbières d'altitude           | Monts d'Auvergne, Aubrac                                                     | >1 200 m                                                     |                      |  |
| Sceau de Salomon verticillé                    | Polygonatum verticillatum                                      | Liliacées                      | Hêtraies                                               | Monts Dore, Cantal, Aubrac, Cévennes                                         | >1 000 m                                                     |                      |  |
| Scille à deux feuilles                         | Scilla bifolia                                                 | Liliacées                      | Prairies, bois                                         | Plutôt à l'ouest                                                             | De la plaine à 1 600 m                                       |                      |  |
| Séneçon à feuilles d'Adonis                    | Senecio adonidifolius                                          | Asteracées                     | Landes sur terrain siliceux                            | Monts d'Auvergne, Livradois, Forez, Mézenc, Margeride, Aubrac.               | 1 000 m à 1 700 m                                            |                      |  |
| Séneçon de Fuchs                               | Senecio ovatus                                                 | Asteracées                     | Forêts montagnardes                                    | Monts d'Auvergne, Forez                                                      | 500 m à 1 500 m                                              |                      |  |
| Séneçon cacaliaster                            | Senecio cacaliaster                                            | Asteracées                     | Bois frais des montagnes volcaniques                   | Monts d'Auvergne, Aubrac                                                     | >1 200 m                                                     |                      |  |
| Serratule des teinturiers                      | Serratula tinctoria subsp. monticola.                          | Asteracées                     | Bois, landes                                           | Auvergne, Aubrac, Margeride                                                  | >1 100 m                                                     |                      |  |
| Solidage verge d'or                            | Solidago virgaurea                                             | Asteracées                     | Bois secs, clairières, rocailles                       | Tout le massif                                                               | De préférence au-dessus de 500 m                             |                      |  |
| Tabouret des Alpes                             | Noccaea caerulescens                                           | Brassicacées                   | Pâturages d'altitude, sur silice.                      | Monts d'Auvergne, Aubrac, Cévennes.                                          | >1 000 m                                                     |                      |  |
| Trèfle bai                                     | Trifolium badium                                               | Fabacées                       | prairies et rocailles humides                          | Monts d'Auvergne, Cévennes                                                   | >1 400 m                                                     |                      |  |
| Trèfle brun-rouge                              | Trifolium spadiceum                                            | Fabacées                       | Prairies humides                                       | Tout le massif                                                               | De 800 m à 1 600 m                                           |                      |  |
| Trèfle des Alpes                               | Trifolium alpinum                                              | Fabacées                       | Pelouses d'altitude                                    | Auvergne, Cévennes, Vivarais                                                 | >1 300 m                                                     |                      |  |
| Trolle d'Europe                                | Trollius europaeus                                             | Renonculacées                  | Prairies humides                                       | Tout le massif sauf Causses                                                  | De 800 m à 1 500 m                                           |                      |  |
| Vératre blanc (« baraïre » en occitan)         | Veratrum album                                                 | Liliacées                      | Prairies humides, pâturages                            | Tout le massif sauf Causses                                                  | >800 m                                                       |                      |  |

.